# Запорізька область

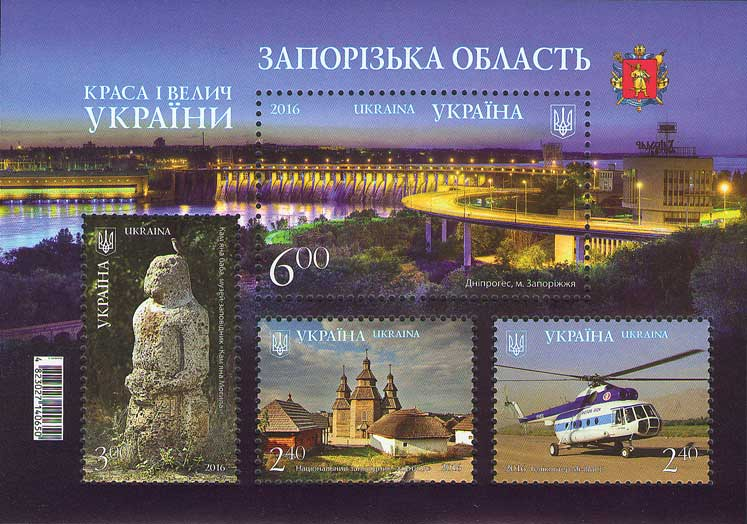
Блок Укрпошти «Краса і велич України. Запорізька область» із 4 марок: «Гелікоптер Мі-8МСБ»; «Національний заповідник „Хортиця“»; «Кам'яна баба, музей-заповідник „Кам'яна могила“»; «Дніпрогес, м. Запоріжжя» (2016)

Запорі́зька о́бласть (Запорожжя, Запоріжжя) — область на півдні України. Утворена 10 січня 1939 року шляхом поділу Дніпропетровської області. Розташована на південному сході України, займає переважно лівобережну частину басейну нижньої течії річки Дніпро. Обласний центр — місто Запоріжжя.
На півночі і північному заході межує з Дніпропетровською, на заході з Херсонською, на сході з Донецькою областями України, а на півдні її узбережжя омиває Азовське море, берегова лінія якого в межах області перевищує 300 км. Протяжність з півночі на південь 208 км, із заходу на схід 235 км.
Станом на осінь 2022 року територія області частково окупована Росією внаслідок її збройного вторгнення.
30 вересня Російська Федерація оголосила про анексію цієї області, хоча контролює її лише частково і так і не спромоглася оволодіти її обласним центром.

## Географія

### Площа
Територія області займає 27,18 тис. км², що становить 4,5 % території України. Протяжність з півночі на південь становить 208 км, а зі сходу на захід — 235 км. Відстань від міста Запоріжжя до столиці України міста Києва залізницею — 658 км, шосейними дорогами — 618 км.

### Геологія
Земна кора в межах Запорізької області належить до континентального типу і за науковими даними має потужність до 65 км. Вона складається в основному з гранітного і осадового шарів, основу яких становлять магматичні, осадові та метаморфічні породи.
У тектонічному відношенні Запорізька область майже повністю лежить у межах докембрійської Східно-Європейської і частково палеозойської Скіфської платформ. Залежно від глибини залягання осадової товщі в межах платформи виділяють кристалічні щити, кристалічні масиви, плато, западини і прогини. Враховуючи тектонічну неоднорідність регіону Запорізьку область можна поділити на дві частини: північну й південну.
Докембрійський кристалічний комплекс

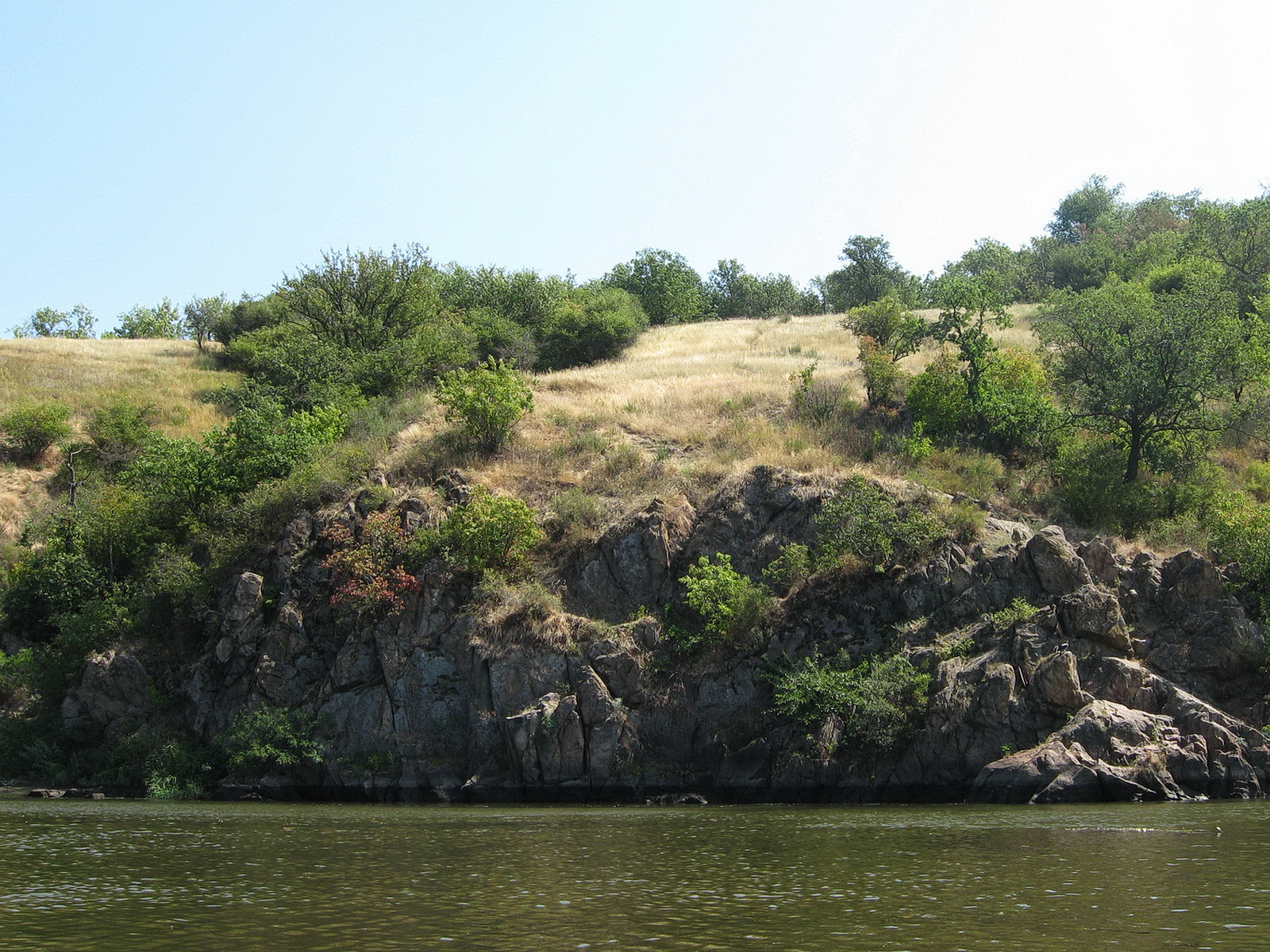
Докембрійські граніти. Запорізьке Правобережжя

Північна частина області розміщена в межах південного окрайця Українського кристалічного щита (Приазовський масив). Південна границя його в межах області проходить трохи південніше Кам'янки-Дніпровської, звідти тягнеться в північно-східному напрямку, підходить до Верхньої Криниці, далі повертає на південний захід, проходить через Молочанськ і досягає околиць Нововасилівки, де знову змінює свій напрямок на північний схід, перетинає селища Трояни, Ольгіно, Полоузівку.
У межах щита докембрійські кристалічні породи відслонюються в долинах річок (Дніпро, Терса, у верхів'ях Кінської і Молочної, Лозуватки, Обитічної, Кільтиччя, Буртиччя, Берди та ін.), а в Приазов'ї виходять на денну поверхню на межиріччях у вигляді останців (Бельмак-Могила, Токмак-Могила, Куксунгур-Могила, Ланцева Могила, Корсак-могила та ін.) або залягають безпосередньо під невеликою товщею антропогенових відкладів. В цілому щит складений дислокованими різновіковими докембрійськими осадово-метаморфічними і магматичними породами. Найдавніші відклади утворюють породи Дніпровського комплексу, представленого метаморфічними кристалічними сланцями й архейськими гранітами, гнейсами і пегматитами. Верхньоархейська група представлена ультрабазитами. Породи протерозою представлені приазовським лужним комплексом (граніти, сієніти, піроксеніти).
Північні й південні схили щита круто поринають під товщу мезозойсько-кайнозойських осадових утворень. Так, у районі с. Пришиб поверхня кристалічних порід лежить на глибині 160 м нижче рівня моря, у м. Токмак — 194 м, у с. Шевченко Приазовського району — 288 м, у м. Мелітополі — більше 500 м, у смт Якимівка — більше 1200 м. На південному схилі щита від долини річки Домузла до Утлюцького лиману нахил поверхні кристалічних порід становить 30—40 м на 1 км: тут схил щита йде на глибину до 2000 м. На сході області (у Бельмацькому, Чернігівському, Приморському районах) кристалічні породи щита виходять на денну поверхню. У їхньому складі розвинені комплекси гнейсів, кристалічних сланців, відомі товщі кварцитів і кристалічних вапняків, а також дуже поширені мігматити й ультрабазити.
Докембрійські кристалічні породи північних районів області представлені гнейсами, рідше амфіболітами, залізорудними утвореннями, кристалічними вапняками й різними видами гранітів. Граніти утворюють великі й більш дрібні інтрузивні тіла, а також різного роду жили в гнейсах, що їх вміщають. Крім того, тут же мають значне поширення пегматити.
Для Українського кристалічного щита характерна складна внутрішня будова як результат інтенсивних процесів метаморфізму, вулканізму і складкоутворення. Породи, з яких він складається, мають різко порушене залягання, зібрані в складки, розбиті тектонічними розломами на окремі блоки, з яких Придніпровський і Приазовський частково розташовані в Запорізькій області. У деформації фундаменту істотну роль грали розломи, часто глибинні, що простираються в широтному й меридіональному напрямках. З ними зв'язані жили і дайки, що пронизують гнейсово-кварцитову товщу. Ці жили і дайки звичайно представлені сірими і рожевими гранітами, пегматитами, авгітовими порфіритами, діабазами та амфіболітами.
Головні складчасті структури мають північно-західне простягання, яке визначило загальну конфігурацію щита та прилеглих структур (Дніпровсько-Донецька западина), а також загальний план рельєфу (Придніпровська височина, Придніпровська низовина) та напрям долини Дніпра. У цілому поверхня щита нерівна й пересічена, утворює досить значні западини, що чергуються з височинами. У багатьох місцях поверхня кристалічних порід розчленована глибше, ніж денна поверхня. Товща осадових мезозойсько-кайнозойських відкладів згладжує нерівності кристалічної поверхні, що мають тектонічне і денудаційне походження. Тим не менше майже всі нерівності кристалічного фундаменту відображаються в сучасному рельєфі. Деякі тектонічні структури щита відображаються в геоморфологічній будові області, наприклад, Приазовська височина.
По лінії Мелітополь — Каховка відбувається зміна фундаменту: докембрійський метаморфічний комплекс різко (по розлому) змінюється похованою складчастою основою герцинского віку. Тут південний окраєць древньої Східно-Європейської платформи (у межах Причорноморської западини) змінюється складчастою основою плити молодої епігерцинської Скіфської платформи. Поверхня цієї основи теж дуже нерівна.
Мезозойсько-кайнозойський осадовий комплекс

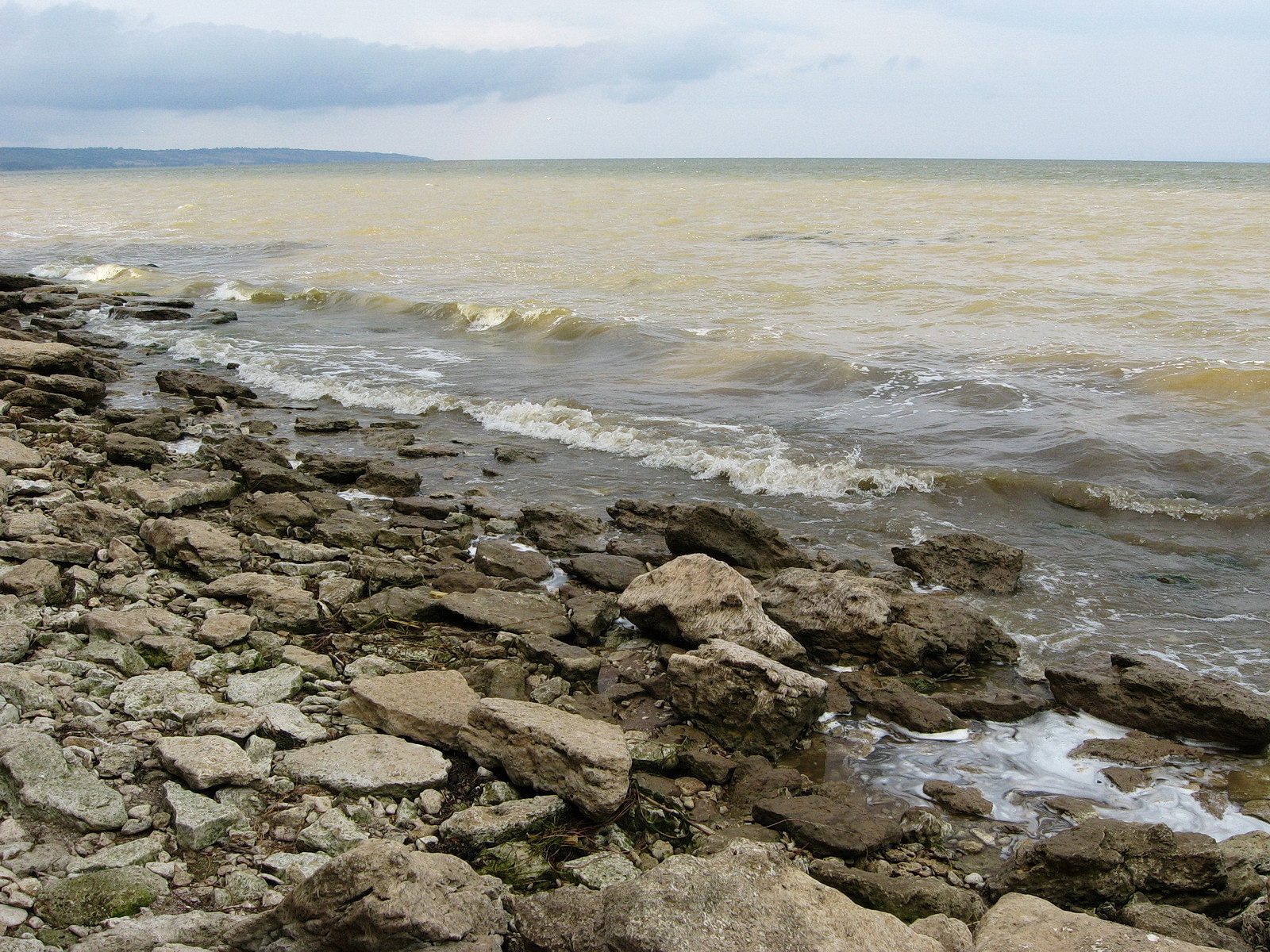
Неогенові черепашники на березі Каховського водосховища

Осадовий мезозойсько-кайнозойський покрив досягає найбільшої потужності й повноти розрізу в Причорноморській западині, в межах щита ці породи звичайно заповнюють невеликі западини і депресії. Серед них розвинені крейдові відкладенні, що оголюються у верхів'ях лівих приток р. Молочна та у долині р. Токмачка (біля с. Басани). Тут у карбонатах крейди зустрічаються відбитки крейдовидних губок і черепашок туритела. У районі с. Чкалове покрівля крейдових відкладень перебуває на глибині 400 м, у с. Степанівка Перша — 700—800 м, а біля с. Володимирівка — 1000—1100 м. Ці крейдові відкладення в Приазов'ї представлені трепеловидними опоковими породами.
Склад і потужність палеоген-неогенових відкладень також мінливі. Найбільші потужності вони мають у Причорноморській западині. Палеогенові відкладення складаються головним чином із піщано-глинистих утворень. Вони представлені білими й сірими кварцовими каолінистими пісками із прошарками бурого вугілля, світлими й зелено-сірими мергелями, білими кварцовими пісками, тонкошаровими піщаниками, зеленувато-сірими глауконітовими пісками із прошарками строкатих глин, марганцевоносними відкладеннями й т. д. Неогенові відкладення є утвореннями внутрішніх або напіввнутрішніх опріснених басейнів. Вони представлені переважно вапняками і черепашниками з добре збереженими кістяками або відбитками пластинчастозябрових молюсків. Виходи їх на денну поверхню спостерігаються в багатьох місцях і особливо в районі с. Скельки Василівського району. Рідше вони складені зеленувато-сірими глинами з домішкою грубозернистого піску і гальки, а також блакитнувато-зеленими глинами, товщина яких на лівому березі Кінської в с. Веселянка досягає 4 м.
Палеоген-неогенові породи в межах області покриває потужний чохол четвертинних континентальних, а на крайньому півдні — морських осадів. Найпоширенішими серед континентальних порід є лесові й лесовидні відкладення. По долинах рік розвинені алювіальні відкладення, а на схилах рік — елювіально-делювіальні. У Приазов'ї відома цікава геологічна пам'ятка міцно зцементованих піщаників сарматського ярусу — Кам'яна Могила (у с. Терпіння під Мелітополем).
Структурний план у цілому мезозойсько-кайнозойських відкладень мало мінявся із крейдового періоду. У крейді на території південного заходу області розміщалося море, східний берег якого проходив по лінії Запоріжжя — Мелітополь (північна частина океану Тетіс). У палеогені і неогені морські умови зберігаються на території західної половини області та в Приазов'ї. І лише в середньому пліоцені море скорочується, зберігаючись лише в південній частині області.

### Рельєф
Запорізькій області притаманний рівнинний ландшафт. Ґрунти переважно чорноземні. Знання рельєфу Запорізької області в наші дні має особливо важливе значення через проблему меліорації степу та його інтенсивнішого використання.
Територія Запорізької області в цілому має рівнинну поверхню, але на ній помітно виділяється підвищені та знижені ділянки, які за своїми формами, походженням і віком відрізняються одна від одної.
Найбільше підвищена середньо-східна частина області, називана Приазовською височиною. Вона простягається на схід і на територію Донецької області, де стикається з Донецьким кряжем. На півдні, між Приазовською височиною й Азовським морем, розміщена західна частина Приазовської берегової рівнини, яка західніше річки Молочної переходить у Причорноморську. Ця остання в північно-східному напрямі зливається із Запорізькою внутрішньою рівниною, яка межує з південно-східними околицями Придніпровської височини. Таким чином, територія Запорізької області складається з двох виразних геоморфологічних частин: околиць Приазовської і Придніпровської височин, що геоструктурно відповідають південно-східній частині Українського кристалічного масиву і околиць приморських Приазовської та Причорноморської рівнин, які розміщені в межах Причорноморської западини. Ці дві геоморфологічні одиниці ніби зв'язуються третьою — Запорізькою внутрішньою рівниною.
Західна частина Приазовської височини
Приазовська височина — головний вододіл області. З нього беруть початок річки дніпровської системи й Азовського басейну. Цей вододіл являє собою рівнинний степ. На території Більмацького району розміщена найвища точка області — природна гора Бельмак-Могила, яка височіє над рівнем моря на 327 м. Від неї в напрямі на захід по вододільній лінії простягається ще ціла гряда таких природних підвищень. Це могили — Токмак, Салтичія, Зелена, Корсак, Куксунгур, Кам'яна. Усі ці підвищення-могили є рештками кристалічних порід, що становлять основу нині цілком зруйнованих, але колись могутніх гір.
Північний схил Приазовської височини крутіший і вужчий, а південний — похиліший і більш видовжений. Тривала водна ерозія розчленувала вододіл та схили підвищення і сформувала на них річкові долини, численні балки і невеликі яри. Врізуючись у стародавні відклади, долини іноді сягають значної глибини. Кристалічні породи нерідко утворюють пороги і водоспади в руслах річок, а на схилах чудернацькі скелі, які надають ландшафту химерного вигляду.
Найбільше розчленування поверхні Приазовської височини спостерігається в басейнах річок Обитічної і Берди. Значне воно і в останній частині височини. Це спричинило утворення другорядних вододілів, найважливіші з яких розташовані між Бердою і Кальміусом, Обитічною і Лозуваткою та Лозуваткою і Молочною. Висота цих вододілів від 50 до 100 м. Дно річкових долин і балок в області головного вододілу значно нахилене. Долини тут вузькі, а заплавні тераси відсутні. Це свідчить про сучасне повільне підняття Приазовської височини і пов'язане з ним оновлення рельєфу. Їх можна зустрічати не лише в річкових долинах, а й у балках. Такі утворення особливо характерні для приморської низовинної смуги.
Західна частина Приазовської рівнини
Приазовська височина на південь поступово переходить у Приазовську берегову рівнину. Межа між ними встановлюється по південних виходах кристалічних порід — по лінії с. Осипенко (на р. Берді), північніше с. Ольгине, через Андріївку. Основний елемент рельєфу — долинно-балкові форми, важливою особливістю яких є терасованість схилів. У долинах річок Корсак і Домузли можна бачити перші надзаплавні тераси, а по Молочній, Обиточній і Берді — перші і другі. Так, долина р. Берди в області рівнини має широку (до 4 км) заплавну терасу і дві надзаплавних. Останні спостерігаються у вигляді окремих фрагментів. Через асиметрію долини р. Молочної правобережні ерозійні тераси дуже зруйновані. Проте на цих схилах у середній течії річки поширені зсувні тераси.
На узбережжі Азовського моря розвинені зсувні утворення, які утворили два своєрідних геоморфологічних ландшафти в районах Ногайськ — Бердянськ і Ботієве — Приморський Посад. На захід від гирла річки Корсак зсувні явища викликали утворення системи добре виявлених псевдотерас, з яких перша, що утворилась наприкінці XIX століття, зсунулася у море і розмита ним, а друга ще тільки формується. На початку 1957 року тут відбулося нове сповзання узбережжя, яке супроводжувалось бурхливим переміщенням верхньої товщі порід у вертикальному напрямі.
Крім ерозійних і зсувних явищ, спричинених дією наземних і підземних вод, для цього району характерна активна геологічна діяльність моря. Вона виявляється в інтенсивному руйнуванні берегового уступу і просуванні моря у бік суші. Це особливо виразно спостерігається на південно-західному узбережжі області, де поблизу Молочного лиману на очах одного покоління море відвоювало значну частину території приморського села.
Помітний наступ моря на сушу обумовлюється повільним віковим опусканням Приазовської берегової рівнини. Цим пояснюється й утворення лиманів у гирлових частинах приазовських річок. Внаслідок акумулятивної діяльності моря виникло ряд кіс: Бердянська, Обитічна і Федотова зі своїм продовженням — островом Бирючим.
Східна околиця Причорноморської рівнини
Приазовська берегова рівнина поступово зливається з Причорноморською. Умовною межею між ними є річки Білозерка й Молочна. Основною особливістю Причорноморської рівнини є майже ідеальна рівнинність місцевості. Тут ледве помітно різноманітять поверхню тільки невеликі, мілкі, блюдцеподібні пониження — поди. Вони зосереджені між верхів'ями річок Білозерки та Великий і Малий Утлюк, де на площі понад 600 км² розташована група 50 подів.
Ця частина Причорноморської рівнини в межах області найбільше піднята над рівнем моря. Абсолютні висоти сягають 85—100 м, а на правому березі річки Молочної до 115 м. У південно-західному напрямі поверхня поступово знижується. Найпомітніше розчленування рельєфу спостерігається в верхів'ях річки Білозерки та на правому березі річки Молочної, прорізаному численними короткими, але глибокими балками і ярами.
Запорізька внутрішня рівнина
Хоч Запорізька внутрішня рівнина і є продовженням Причорноморської, проте за своїм походженням відрізняється від неї. Вона відповідає зниженню кристалічних порід у фундаменті українського кристалічного масиву, яке поділяє його на Приазовську і Придніпровську частини. Це зниження наповнене морськими осадами, сучасна поверхня яких є однією з найбільш рівнинних в Україні. Рівнина має похил з півдня на північ. Найбільші висоти (до 240 м) розташовані на межі з Приазовською височиною, а найменші (до 65 м) — за межами області в долині річки Самари. По цій рівнині протікають невеликі річки системи Дніпра, які беруть свій початок на Приазовській височині. У західній частині рівнина оконтурена долиною Дніпра, озероподібне розширення якої тут обмежене річкою Кінською. Тепер воно заповнене водами Каховського водосховища.
На лівому схилі цього водосховища від села Балки до Кам'янки-Дніпровської виділяється довга й широка надзаплавна дніпровська тераса, яка відома під назвою Кам'янського поду. На цьому між селами Іванівкою і Водяним та Кам'янкою-Дніпровською розташовані масиви піщаних кучугур, які мають типово дюнний характер.
Долини річок, що прорізають Запорізьку внутрішню рівнину, мають, як і долина Дніпра, озероподібні розширення. Наприклад, на річці Кінська з її широкою і мілкою долиною одне розширення розташоване поблизу міста Оріхів. Воно тягнеться на 8 км і сягає в ширину 2 км. Далі долина різко звужується і знову розширюється біля села Комишуваха, утворюючи друге, трохи менше за попереднє озероподібне розширення, яке біля смт Малокатеринівка відкривається в широку долину Дніпра. Такі розширення спостерігаються також по річкових долинах річок цієї рівнини Жеребець, Гайчур і Верхня Терса. Можливо, тут існували озерні басейни, які у вологіші періоди були з'єднані суцільними водними потоками, що перетворились у річки.
Південно-східна околиця Придніпровської височини
У межі Запорізької області своєю південно-східною околицею вдається Придніпровська височина. Її хвиляста поверхня поступово знижується вбік Дніпра. Поблизу правого берега вона має підвищення до 125—140 метрів, а на лівому — 110—125 м.
Річка Дніпро, прорізавши цю височину, у минулому утворювала в своєму річищі дев'ять відомих дніпрових порогів. Тепер вони лежать на дні озера, яке створене підпором води дніпровської греблі, побудованої на останньому порозі.
Дніпро, вирвавшись із тісних гранітних обіймів кристалічного масиву, за порогами утворює найбільший на Дніпрі острів, названий Хортицею. Він, як величезний корабель із кристалічних порід, поділяє річку на два рукави — Старий і Новий Дніпро. Ці породи виходили і в руслі нижнього Дніпра, утворюючи забори і перекати, а в річищах пересихаючих річок — окремі скелі.
На правому схилі долини Дніпра спостерігається надзаплавні тераси, які у вигляді окремих островів добре виявлені в районі сіл Розумівки та Біленького.
Південніше села Біленького на правому схилі долини Дніпра розвинені зсувні тераси, які являють собою хаотичне скупчення різних уступів, порослих чагарниками.
Запорізьке правобережжя Дніпра значно розчленоване балками та ярами.

### Клімат
Клімат Запорізької області можна віднести до помірно-континентального з вираженими посушливо-суховійними явищами. Однак серед степових регіонів України область відрізняється найбільшої м'якістю клімату, що пов'язано із близькістю її до Азовського моря. За кліматичною класифікацією Кеппена — Гейгера клімат Запорізької області є вологим континентальним зі спекотним літом (Dfa) — більша частина області, і вологим континентальним із теплим літом (Dfb) — схід і північний схід області. Гідротермічний рівень за 2020 рік — 0,4.  [Архівовано 29 квітня 2021 у Wayback Machine.]
Основні кліматоутворюючі фактори
Сонячна радіація. Річний прихід сумарної радіації в межах області в середньому становить 110 ккал/см². Основним джерелом тепла є пряма сонячна радіація, інтенсивність якої дорівнює 59,8 ккал/см². Величина розсіяної сонячної радіації становить 50,2 ккал/см². Показник поглиненої сонячної радіації в межах області становить 89 ккал/см², відбитої — 22 ккал/см². Річна сума радіаційного балансу досягає 50 ккал/см². Число годин сонячного сяйва, від якого залежить кількість тепла, змінюється від 2000 на півночі до 2300 на півдні області.
Циркуляція атмосфери. Клімат області формується під впливом морських повітряних мас, що приходять із Атлантичного і Північного Льодовитого океанів, які трансформуються в континентально-помірне повітря. Арктичні повітряні маси, що приходять на територію області з півночі й північного сходу, приносять похолодання. У теплий період року із травня по вересень на територію області приходить тропічне повітря, що приносить жарку, суху погоду.
Антициклональна погода на території області з жовтня по травень формується під впливом сибірського антициклону, у літній період — під впливом відрогу азорського максимуму. Повторюваність антициклонів у днях становить 48. Для холодного періоду року характерна циклонічна діяльність, що пов'язано із циклонами, що приходять із боку Атлантичного океану в напрямку з південно-заходу на північний схід. Улітку вплив циркуляції позначається значно слабкіше. Рух циклонів простежується за напрямком захід — схід. Повторюваність циклонів у днях 14.
Запорізька область перебуває південніше смуги високого атмосферного тиску (Харків — Полтава — Кременчук — Кіровоград — Кишинів), що являє собою своєрідний вітророзділ. Тому пануючими вітрами в зимовий період є східні та північно-східні, улітку — частішають західні й північно-західні. Середня швидкість вітру коливається від 3,6 м/сек. до 4,2 м/сек.
Значний вплив на клімат області виявляє Азовське море. Помітну роль у кліматі північно-західних районів області відіграє річка Дніпро з Каховським водосховищем, а також м. Запоріжжя. Знищення природної рослинності на більшості території області призвело до виникнення чи посилення несприятливих погодних явищ (пилових бур, частих посух і суховіїв), історично не характерних для нашого краю.

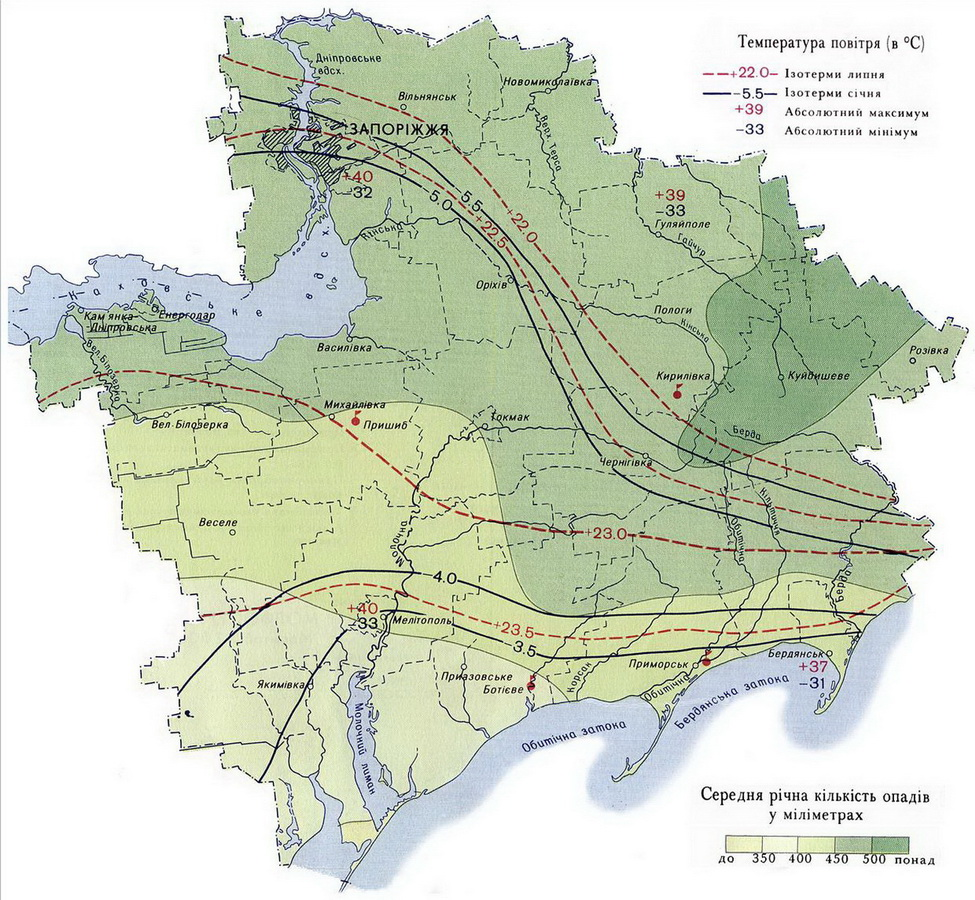
Основні кліматичні показники
Температурний режим. Середньорічна температура повітря в області коливається від 7,9 °С до 9,6 °С. Середня температура січня змінюється у напрямку з півночі на південь від —5,4 °С до —3,8 °С (абс. мін. —39 °С), липня від 22,6 °С до 23,5 °С (абс. макс. 41 °С). Характерною рисою річного ходу температури є незначні середньомісячні зміни в літні й зимові сезони, а також різкі зміни у весняний і осінній час. Відхилення середніх річних температур від норми спостерігається в межах від 7,7 °С до 10,6 °С. Найбільші відхилення спостерігаються в зимовий період. Тривалість безморозного періоду становить 175—185 днів.
Вологість повітря. Основна маса вологи надходить на територію області з повітрям з Середземного моря і Атлантичного океану. Хід відносної вологості характеризується тим, що найбільш високі її значення спостерігаються в зимові місяці (86 %), потім із квітня її значення знижуються до мінімальних величин у червні (50 % і нижче). Кількість відносно вологих днів зменшуються з північного заходу і півночі області на південний схід і південь області.
Атмосферні опади. Для області характерний континентальний тип річного ходу атмосферних опадів з максимумом навесні й улітку та мінімумом узимку. Річні кількості опадів коливаються в широких межах: від 472 мм на півночі області до 349 мм на півдні. Величина опадів по місяцях змінюється від 0,0 до 117,3 мм. Найменша кількість спостерігається в березні–квітні (від 23 до 35 мм). Потім починається поступове збільшення опадів, що триває до липня. У серпні й вересні відмічається зменшення їхньої кількості (від 45 до 25 мм), що триває до грудня, за винятком жовтня, де помітно збільшення опадів. Основна кількість опадів (70—80 % річної суми) випадає протягом теплого періоду (з квітня до жовтня).
Опади, переважно фронтальні, випадають у вигляді дощу й снігу, для літнього періоду характерні зливи. Сніжний покрив установлюється в третій декаді грудня, а сходить у першій декаді березня. На півдні області стійкий сніжний покрив буває менш, ніж у 50 % зим, висота сніжного покриву 5—10 см, тривалість — 35—40 днів.
Загалом випаровуваність по території області перевищує величину опадів, коефіцієнт зволоження менше 1, у зв'язку із чим область відноситься до районів недостатнього зволоження.
Вітровий режим на території області визначається змінами атмосферного тиску, трансформацією повітряних мас, циркуляційними процесами, рельєфом, розташуванням лісонасаджень, господарських угідь, населених пунктів, великих міст. На території області найбільшу повторюваність мають північно-східні і східні вітри.
Сезонні зміни у вітровому режимі виявляються у тому, що взимку, коли посилюється вплив сибірського антициклону, ймовірність східних вітрів становить біля 60 %. Весною посилюється роль радіаційного чинника, рельєфу, стану поверхні, тому на території області переважають східні вітри. Влітку, під впливом азорського антициклону, переважають вітри західних і північно-західних румбів. Для узбережжя Азовського моря влітку характерні бризи: нічні — з суші на море і денні — з моря на сушу. Бризові вітри проникають на сушу на 15—20 км, знижують температуру повітря, приносять прохолоду, збільшують вологість повітря.

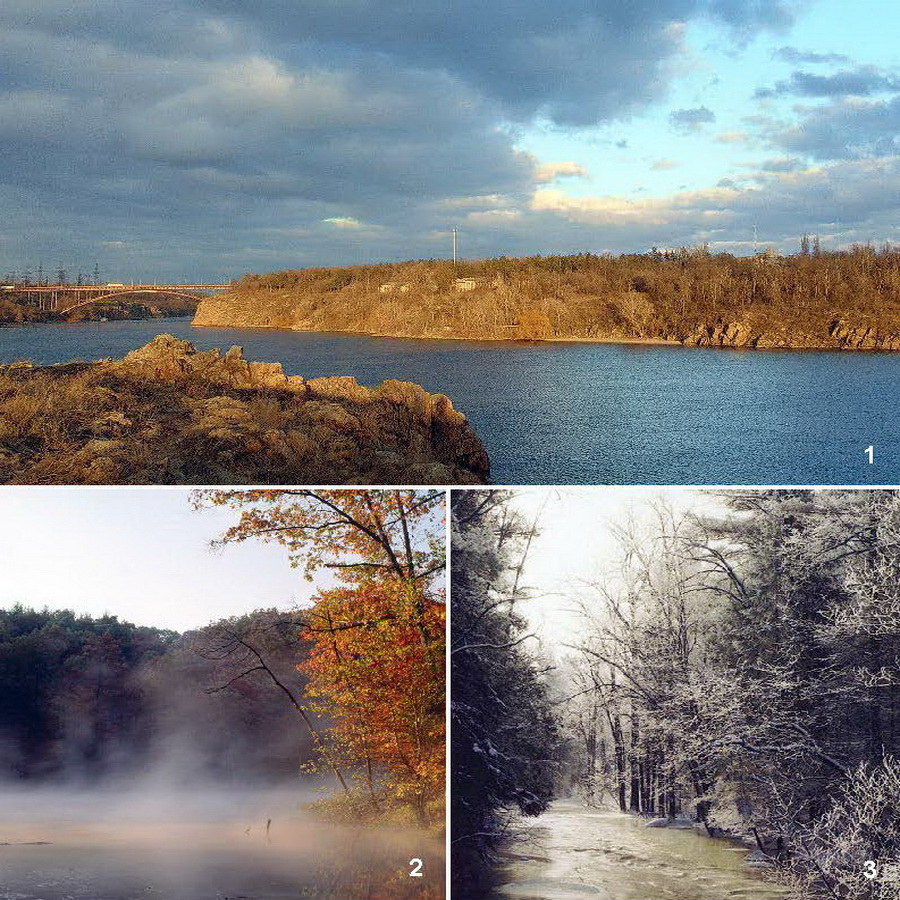
Стихійні погодні явища:
1. Грозові хмари над Дніпром
2. Туман над озером
3. Ожеледь

Для Запорізької області, майже позбавленої лісової рослинності рівнинної території, характерні відносно високі швидкості вітру. Середньорічні швидкості вітру тут наближаються до 6 м/с. Найбільші швидкості вітру відмічаються на Приазовській височині та уздовж узбережжя Азовського моря.
Стихійні погодні явища. Останні 60 років в області кожні 3—4 роки відбуваються посухи, які часто супроводжуються суховіями (сухими спекотними вітрами, з відносною вологістю повітря менше 30 % і температурою вище 25 °С). З березня по жовтень сильні вітри зумовлюють пилові (чорні) бурі, що також виникають при посушливій погоді, коли швидкості вітру збільшуються (більше 25 м/с), і переносять висушені пилуваті і піщані частки ґрунту. Сильні вітри на фоні снігопаду і низької температури повітря взимку зумовлюють хуртовини (10—15 днів щорічно). В середньому за рік на території області буває 25—30 днів із грозами, менше їх у Приазов'ї та Придніпров'ї. Грози спостерігаються з квітня по вересень, найбільше їх буває у червні. Випадання граду пов'язано з проходженням атмосферних фронтів і відбувається в середньому 1—2 рази на рік. Для Придніпровської і Приазовської височин досить характерними є тумани (відповідно біля 90 і 80 днів на рік). В інших регіонах області тумани виникають рідше і на більш короткий час (40—70 днів щорічно). У холодний період року протягом кількох днів у всіх районах області спостерігається ожеледь. Найчастіше (30—40 днів щорічно) це явище спостерігається у Запорізькому Правобережжі та на Приазовській височині. Для останніх регіонів характерним явищем (10—20 днів щорічно) є також паморозь.
Сезонні зміни погоди
У річному ході й розподілі кліматичних факторів, показників, стихійних явищ і процесів спостерігаються значні сезонні відмінності.
Весна. Навесні перехід температури через 0 °С на півночі області спостерігається в першій декаді квітня, на півдні — у третій декаді березня. У третій декаді березня припиняються заморозки. У квітні відбувається перехід середньої добової температури через +5 °С, з чого починається теплий період року. Однак у квітні — на початку травня нерідкі випадки повернення холодів, що пов'язано із вторгненням на територію області холодних мас арктичного й континентального повітря. У березні відносна вологість досить висока й становить 80—85 %, у квітні—травні вона знижується до 60—70 %. Кількість опадів збільшується в травні до 40 мм. На початку весняного періоду підсилюється циклонічна діяльність, що до травня слабшає. Для весняного сезону характерні посушливо-суховійні явища. Суховії викликають курні бурі, число днів яких коливається від 10 до 20.

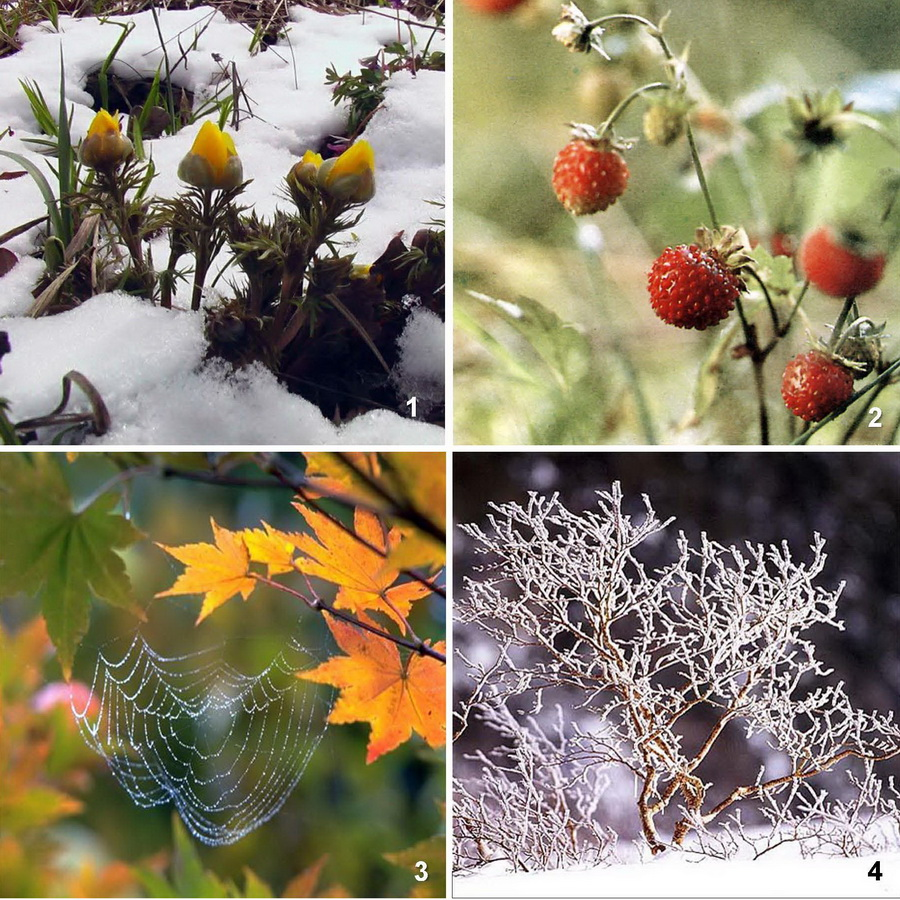
Пори року:
1. Березень. Весняні першоцвіти
2. Червень. Лісова суниця
3. Жовтень. «Бабине літо»
4. Грудень. Паморозь

Літо. Перехід середньої добової температури повітря через +15 °С здійснюється в першій декаді травня, тривалість періоду із цією температурою становить 126—138 днів. У формуванні погодних умов у літній сезон домінує радіаційний фактор. Збільшується число сонячних ясних днів. Відносна вологість знижується до 58—68 %. Улітку опади мають характер інтенсивних злив із максимумом у червні (до 60 мм). Збільшується повторюваність вітрів західних і північно-західних румбів. Загалом у цей сезон переважає антициклональна погода з малою хмарністю і слабкими вітрами.
Осінь. Перехід середньої добової температури повітря через 15 °С здійснюється в другій—третій декадах вересня. Осінь триває 30—40 днів, вона коротша за зиму і літо, але триваліша, ніж весна. Для цього сезону характерно поступове зниження радіаційного балансу, нестійкий стан погоди, підвищена активність фронтальних процесів. Нерідкі тривалі періоди сонячної погоди, коли до області надходять маси сухого, теплого повітря («бабине літо»). У першій декаді жовтня наступають заморозки. Відносна вологість збільшується до 80 %. Опади випадають у вигляді дощу і їхня кількість становить 10—40 мм. Чим ближче до зими, тим більше повторюваність і ефективність циклонічних процесів. У другій половині осені буває хмарна і дощова погода, з частими туманами, обложними дощами. Пануючими вітрами в осінній період є східні та північно-східні.
Зима. Зима починається в листопаді, коли середньодобова температура повітря переходить через 0 °С і стає від'ємною. Внаслідок негативного радіаційного балансу неухильно діє вихолоджування, що знижує температуру повітря. Тривалість періоду з морозами коливається в межах від 84 до 70 днів. На Приазовській височині зима триває на 5—10 днів довше ніж у інших регіонах області. Морозна погода на початку зими нестійка і сніжний покрив установлюється тільки наприкінці грудня. Нерідко в середині зими спостерігаються тривалі відлиги з дощами, що мрячать, і ожеледдю. Зима відрізняється перевагою циклонічної погоди. Відносна вологість має максимальні значення в грудні (88 %). У холодну пору року опади випадають у вигляді снігу. Середня багаторічна дата настання максимальної висоти сніжного покриву припадає на першу декаду лютого й становить 5—10 см. Сніжний покрив у середньому по області сходить у третій декаді лютого — першій декаді березня. До частих явищ, спостережуваних узимку, відноситься ожеледь, що найчастіше утворюється при температурі від 0 до 4 °С.

### Гідрографія
Головна річка — Дніпро з великим Каховським водосховищем. Найбільшою його притокою є Кінська (149 км). Вздовж узбережжя Азовського моря — лимани та солоні озера. Територією області протікає 109 річок завдовжки понад 10 км кожна. У межах області розташовано 846 озер, 28 водосховищ та 1174 ставки.

### Ґрунти
За ґрунтово-географічним районуванням Запорізька область лежить у межах Центральної лісостепової і степової області Суббореального поясу. Північна і центральна частини області належить до Степової зони звичайних і південних чорноземів, південна — до Сухостепової зони темно-каштанових і каштанових ґрунтів. Запорізьке Правобережжя входить до складу Дніпровсько-Дністровської провінції, а північна частина Запорізького Лівобережжя — до Дніпровсько-Донецької провінції Північно-Степової підзони звичайних чорноземів. Центральна частина Запорізького Лівобережжя входить до складу Азово-Причорноморської провінції Південно-Степової підзони південних чорноземів, південна частина — до Причорноморської провінції Сухостепової зони темно-каштанових і каштанових ґрунтів.
У Запорізькій області поширені наступні основні типи ґрунтів: чорноземи, каштанові, солоді, солонці, солончаки, дернові, лучні та болотні.
Черноземні ґрунти

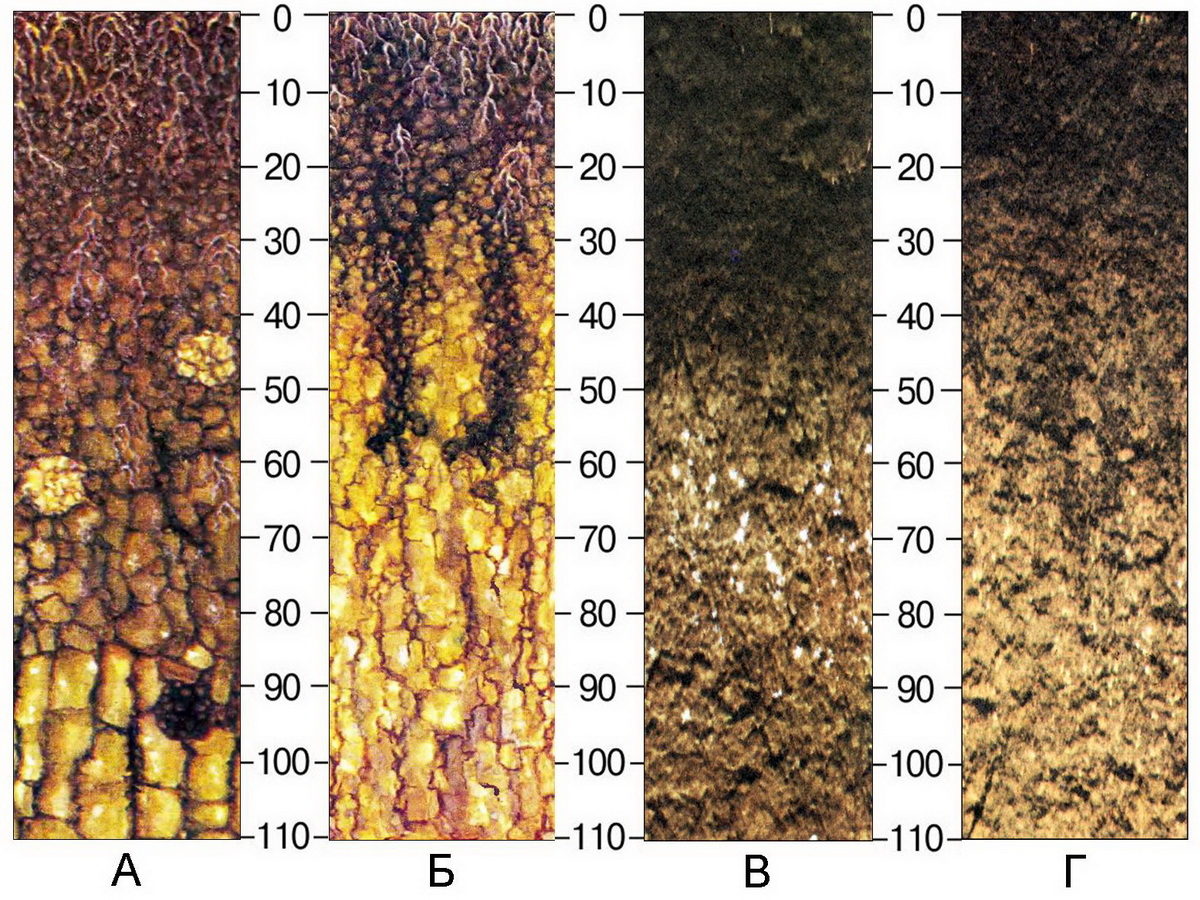
Грунти Запорізької області:
чорнозем звичайний середньогумусний (А); чорнозем звичайний малогумусний (Б);
чорнозем міцелярно-карбонатний (В); чорнозем південний (Г)

Переважаючим типом ґрунтів на території області є чорнозем. Його утворення обумовлене багатою степовою рослинністю в минулому. З трьох підтипів чорноземів в області розповсюджені звичайні і південні чорноземи. Останні — перехідні між звичайними чорноземами і каштановими ґрунтами. Чорноземні ґрунти формувались переважно на пористому карбонатному лесі, лесовидних суглинках, червоно-бурих глинах і на щільних карбонатних та безкарбонатних породах в умовах посушливого клімату регіону. Вміст гумусу коливається звичайно від 4 до 6 %. Вони насичені основами, багаті калієм, мають нейтральну реакцію ґрунтового розчину, високу природну родючість.
Звичайні, або середні чорноземи характерні для пів¬нічно-східної частини області й утворилися на місці різнотравно-типчаково-ковилових степів. Вони відокремлені від смуги південних чорноземів межею, що приблизно проходить по лінії: Запоріжжя — Оріхів — Токмак — Бердянськ. Гумусний горизонт рівномірно забарвлений у темно-сірий колір і простягається до глибини 40—45 см. Нижче, до глибини 70—80 см, лежить гумусний перехідний горизонт, а під ним — окарбоначений шар. Загальна потужність гумусного і перехідного горизонтів досягає 80 см. Далі на південь вона поступово зменшується і вже в Розівському районі становить 65—75 см.
Міцелярно-карбонатні чорноземи поширені на підніжжях південних схилів Приазовської височини. Вони мають глибокий гумусовий профіль, але кількість гумусу в них невелика: 3—5 %. На глибині 120—140 см у профілі цих ґрунтів наявний чітко виражений карбонатний горизонт.
Південні чорноземи охоплюють середню частину області до більш-менш розмитої межі Мелітополь — Нововасилівка — Інзівка — Приморськ. Вони утворились під ковилово-типчаковими степами в умовах посушливого клімату на лесах і червоно-бурих глинах. Товщина гумусового горизонту в них порівняно невелика — 50—65 см. Серед чорноземів південних виділяють міцелярно-карбонатні та солонцюваті. Вміст гумусу 3—5,5 %. У гумусному горизонті південні чорноземи мають темно-сіре забарвлення, добре виявлену грудкувату структуру і пористий склад. Перехід до ілювіального горизонту відбувається поступово, забарвлення з глибиною слабшає. На похилих схилах південні чорноземи в різній мірі змиті. В основному ці ґрунти не засолені.
У місцях виходу гірських порід на продуктах вивітрювання кристалічних порід поширені щебенисто-кам'янисті делювіальні черноземовидні ґрунти різного ступеня сформованості. Їх гумусовий горизонт як правило становить лише кілька сантиметрів, а спрощений профіль рідко перевищує 20—30 см.

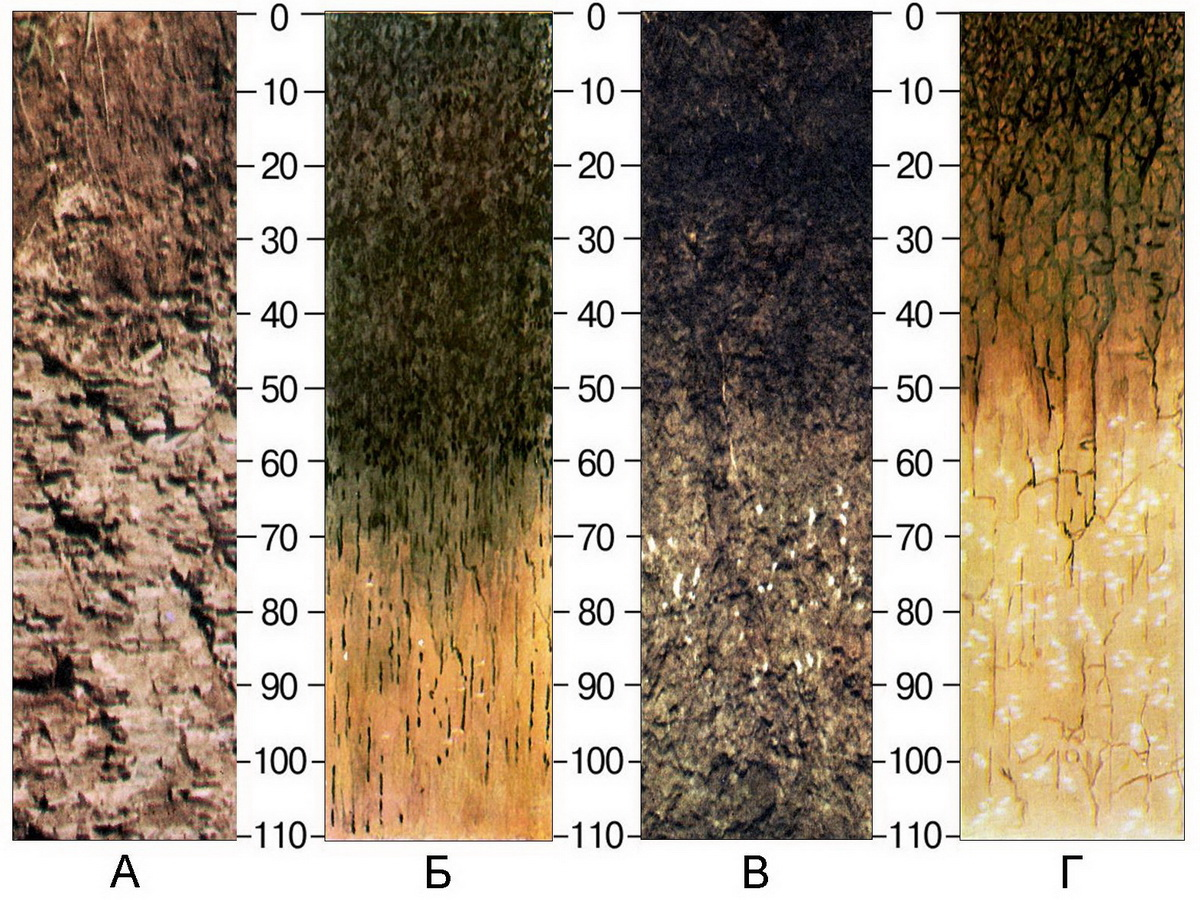
Грунти Запорізької області:
чорнозем короткопрофільний на елювії (А); лучно-чорноземний ґрунт (Б); темно-каштановий ґрунт (В); каштановий ґрунт (Г)

Серед ґрунтів області є багато еродованих. Внаслідок плоскісної водної ерозії на схилах біля балок і річок виникли в різній мірі змиті черноземовидні (еродовані) ґрунти. Серед змитих ґрунтів зу¬стрічаються розмиті ділянки у вигляді діючих або затухаючих ярів.
Лучно-черноземні ґрунти
Лучно-чорноземні ґрунти поширені на терасових рівнинах і низьких вододілах. Ці ґрунти подібні до чорноземів, але відрізняються від них близьким до поверхні заляганням ґрунтових вод та оглеєнням підгумусового горизонту і верхньої частини ґрунтотворної породи з глибини 120—150 см. Вони мають значну кількість гумусу (до 5 %) і нейтральну реакцію ґрунтового розчину. Завдяки цьому вони мають високу родючість і, як правило, розорані й використовуються під овочеві культури. Се¬ред них часто трапляються засолені відмінності, що зумовлено солони¬ми підземними водами. Їх використовують як сінокісні угіддя.
Темно-каштанові ґрунти
Темно-каштанові ґрунти неширокою смугою пролягають у південно-західній частині області. Вони мають явні ознаки різної солонцюватості. По знижених ділянках місцевості розташовані середньосолонцюваті каштанові ґрунти. Характерним для цих ґрунтів є те, що скипання відбувається з невеликої глибини, горизонт білоглазки залягає неглибоко. На глибині 1,7 м від поверхні з'являється гіпс. Гумусний горизонт (20—25 см) темно-сірий із каштановим відтінком. Кількість гумусу коливається від 2,5 до 3,5 %. Структура дрібногрудкувато-зерниста.
Каштанові ґрунти
Каштанові (солонцюваті) ґрунти поширені в південно-західній частині Мелітопольського району, в Якимівському, Приазовському і Приморському районах. На глибині 30—40 см від поверхні вони мають колір стиглого каштана. Більш-менш суцільним масивом залягають вони на низькій другій терасі Молочного лиману, окремими плямами на низьких терасах р. Домузла, р. Акчокрак. Каштанові ґрунти солонцюваті. Перегнійний горизонт порівняно з чорноземами менш потужний і має меншу кількість гумусу (3—5 %).
У цілому слід зазначити, що всі чорноземні і каштанові ґрунти південної зони є до певної міри солонцюватими. Причому солонцюватість зростає у міру наближення до морського узбережжя.

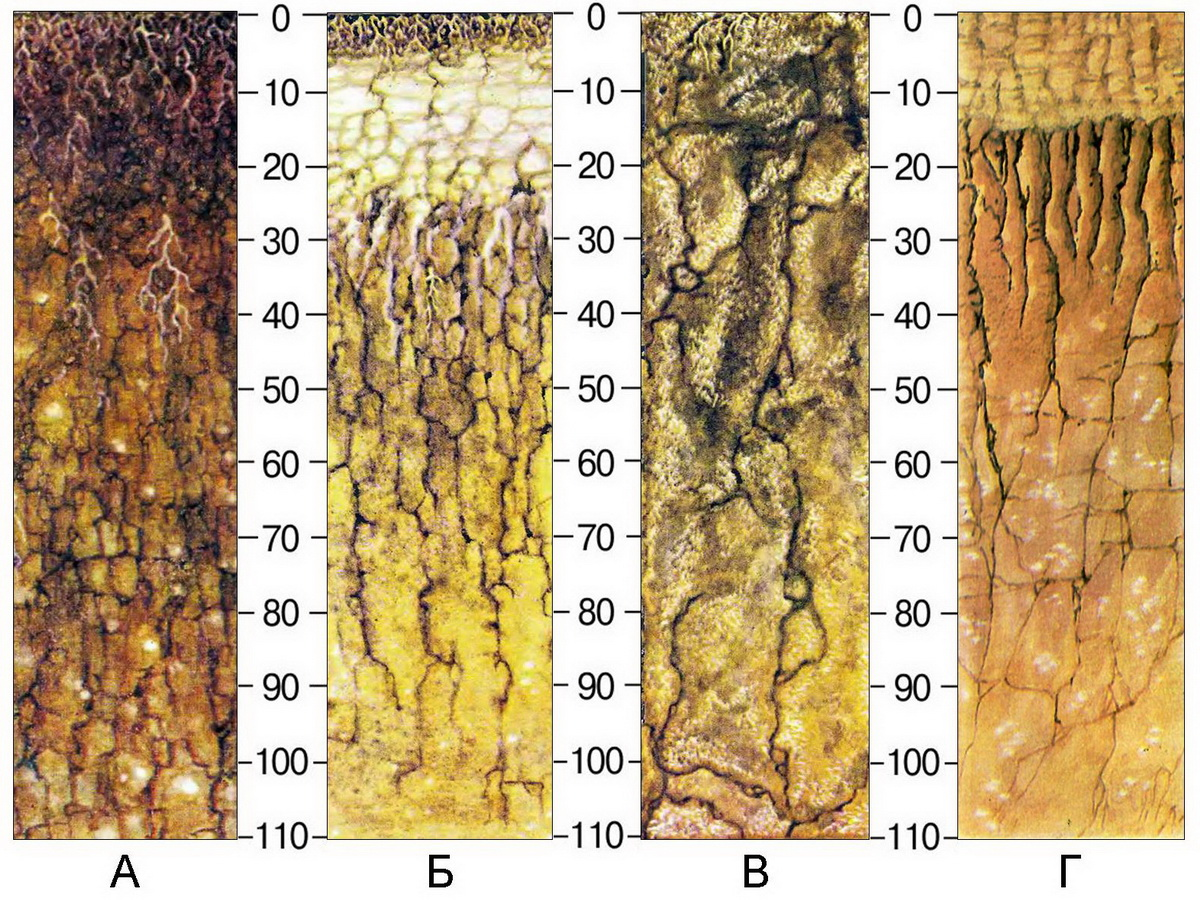
Грунти Запорізької області:
лучно-каштановий ґрунт (А).; солодь лучно-степова (Б); солончак гідроморфний (В); солонець звичайний (Г)

Лучно-каштанові ґрунти поширені уздовж узбережжя Азовського моря і його лиманів. Вони сформувалися в комплексі з лучними солонцями при глибині залягання підземних вод у 3—5 м на лесах і лиманно-морських відкладах. Вміст гумусу в них становить до 2,3 %.
Солоді. Солонці. Солончаки
У районах розташування каштанових ґрунтів поширені солоді, солончакові і солонцюваті ґрунти. Вони залягають невеликими плямами серед каштанових ґрунтів.
Солоді розвинулись на породах Причорноморської низовини, де є умови для періодичного промивання ґрунтів. Вони мають незначний гумусовий горизонт (10—12 см), під яким утворився елювій. Реакція ґрунтового розчину слабокисла. Фізичні властивості малосприятливі для рослин, вони бідні на азот і фосфор.
Солончаки займають найбільш низькі місця у приморських районах області: днища висохлих озер, міжозерні простори і лимани, тобто такі місця, де ґрунтові води, багаті хлоридно-сульфатними солями, підходять до денної поверхні і піддаються сильному випаровуванню. Внаслідок цього в ґрунті нагромаджуються різні солі. Серед солончаків переважають хлоридно-сульфатні і содові різновидності. Содові солончаки поширені серед лучно-черноземних та лучних ґрунтів на низьких терасах Дніпра та його приток. Солончакові ґрунти зустрічаються на узбережжі Азовського моря в Приазовському, Приморському та Якимівському районах, зокрема в долинах р. Молочна і Молочного лиману, а солонцювато-солончакові — по річках Утлюк, Берда та ін.
Солонці в комплексі з каштановими ґрунтами зустрічаються на підвищених вододільних місцях. Верхній шар ґрунту бідний на гумус, має світлий колір; на глибині 30—40 см від поверхні залягає щільний буруватий шар зі стовпчастою структурою, який погано пропускає воду. Тому весною, коли всі ґрунти просохнуть, плями солонців залишаються ще вологими.
Лучні ґрунти
Лучні ґрунти сформувались у річкових заплавах, у балках і подах. Вони розвинулись під трав'яною злаково-осоково-різнотравною рослинністю в умовах неглибокого залягання підземних вод (1,5—2 м), і тому мають ознаки оглеєння.
За ступенем виявленості й товщиною гумусового і перехідного горизонтів розрізняють звичайні лучні ґрунти, які мають товщину гумусового й перехідного горизонтів понад 40 см і краще виявлену зернисту структуру, і дерново-лучні ґрунти, що мають меншу потужність загумусованого горизонту. Вміст гумусу у верхньому горизонті лучних ґрунтів становить 3—5 %, реакція ґрунтового розчину нейтральна, ґрунти у тій чи іншій мірі засолені, але багаті на рухомі поживні речовини.
На приморських косах і пересипах поширені наносні прироморсько-лучні (піщано-черепашкові) ґрунти, що піднімаються на 40—60 см вище за рівень моря. Це молоді ґрунти, які знаходяться у різних стадіях розвитку, часто мають прошарки похованих ґрунтів.
Дернові ґрунти

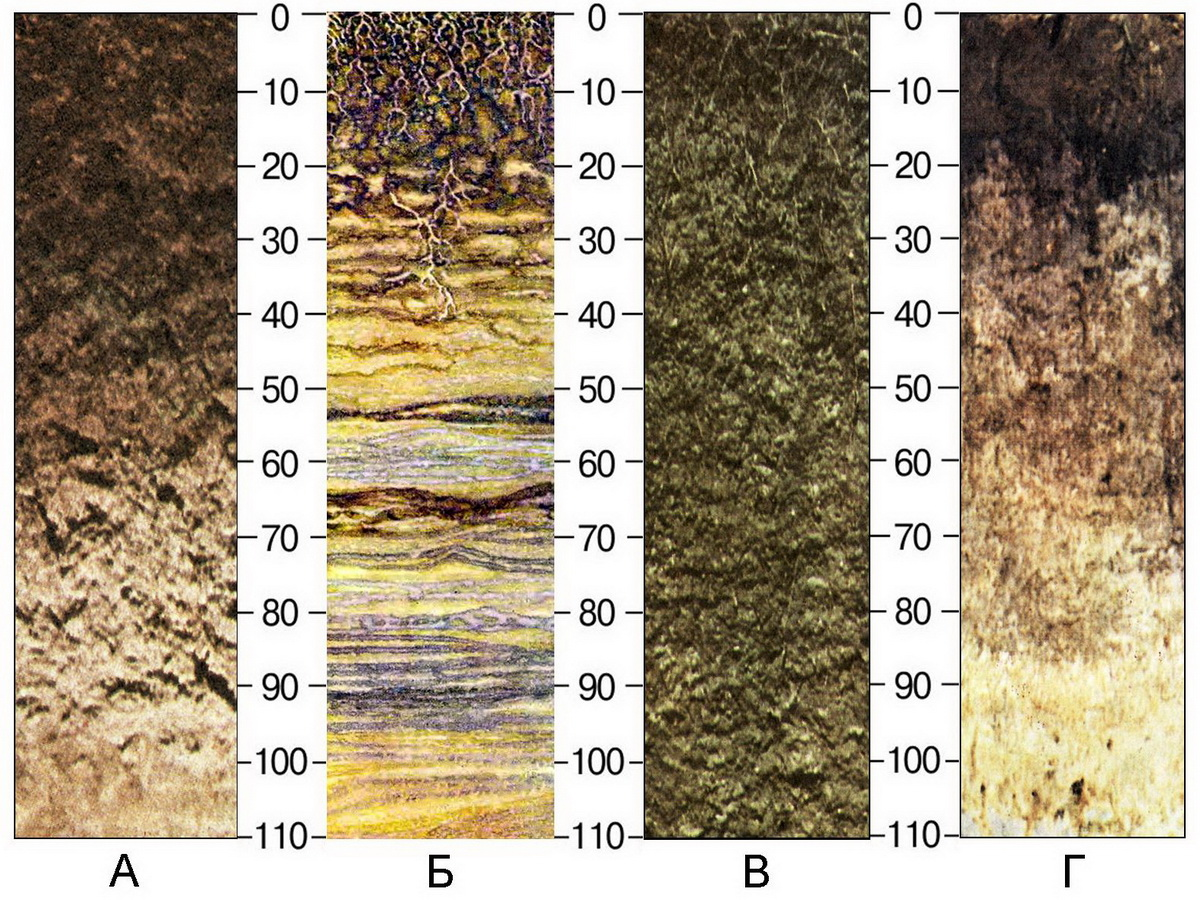
Грунти Запорізької області:
лучний солонцюватий ґрунт (А); дерново-чорноземний ґрунт (Б); дерново-глеєвий осолоділий ґрунт (В); болотний солонцюватий ґрунт (Г)

Досить значну площу в нашій області займають близькі до дерново-лучних ґрунтів піски, на яких поширені дерново-черноземні різного ступеня сформованості ґрунти. Вони розташовані по лівих (рідко по правих) берегах річок Дніпра, Кінської, Молочної, Берди та ін. Найбільша кількість аренних пісків знаходиться в долині Дніпра. У деяких районах ізольовані піщані площі займають значні розміри. Так, у Василівському і Кам'янсько-Дніпровському районах піщана смуга досягає 5 км ширини, а потужність піщаних відкладень коливається від двох до десяти метрів. Значну площу піски займають також у Мелітопольському, Михайлівському та інших районах області. Піщані ґрунти лежать на щільних алювіальних суглинках, що створює умови для успішного лісорозведення.
У подах, крім лучних і болотних ґрунтів, поширені також дерново-глеєві ґрунти, які займають вузькі смуги між ними. Надмірне зволоження у дернових ґрунтах у порівняння з лучними подовими ґрунтами більш тривале, у наслідок чого вони сильно оглеєні по всьому профілю. Гумусовий горизонт складає 20—40 см, вміст гумусу 2,5—4 %, реакція ґрунтового розчину нейтральна.
Болотні ґрунти
Болотні ґрунти поширені в нашій області в основному в долинах річок, і значно рідше на межирічних зниженнях, наприклад, у подах. Вони утворилися в основному в умовах надмірного зволоження внаслідок високого рівня підземних вод. Характерною особливістю болотних ґрунтів є заторфованість і висока задернованість верхнього горизонту, яка виникає унаслідок неповного розкладання відмерлих залишків вищої водно-болотної рослинності. За механічним складом болотні ґрунти глинисті, оглеєні по всьому профілю, вміст гумусу складає до 4,5 %.
У нашій області поширені болотно-низинні ґрунти, представлені підтипом болотно-низинних глеєвих ґрунтів. Вони мають значне засолення, особливо у південних районах, де поширені перехідні до солончаків варіанти низинних боліт.

### Рослинний світ
Рослинний світ Запорізької області є складовою частиною регіональної біоти і представлений значною кількістю видів рослин (флора) і рослинних угруповань (рослинність).

#### Флора

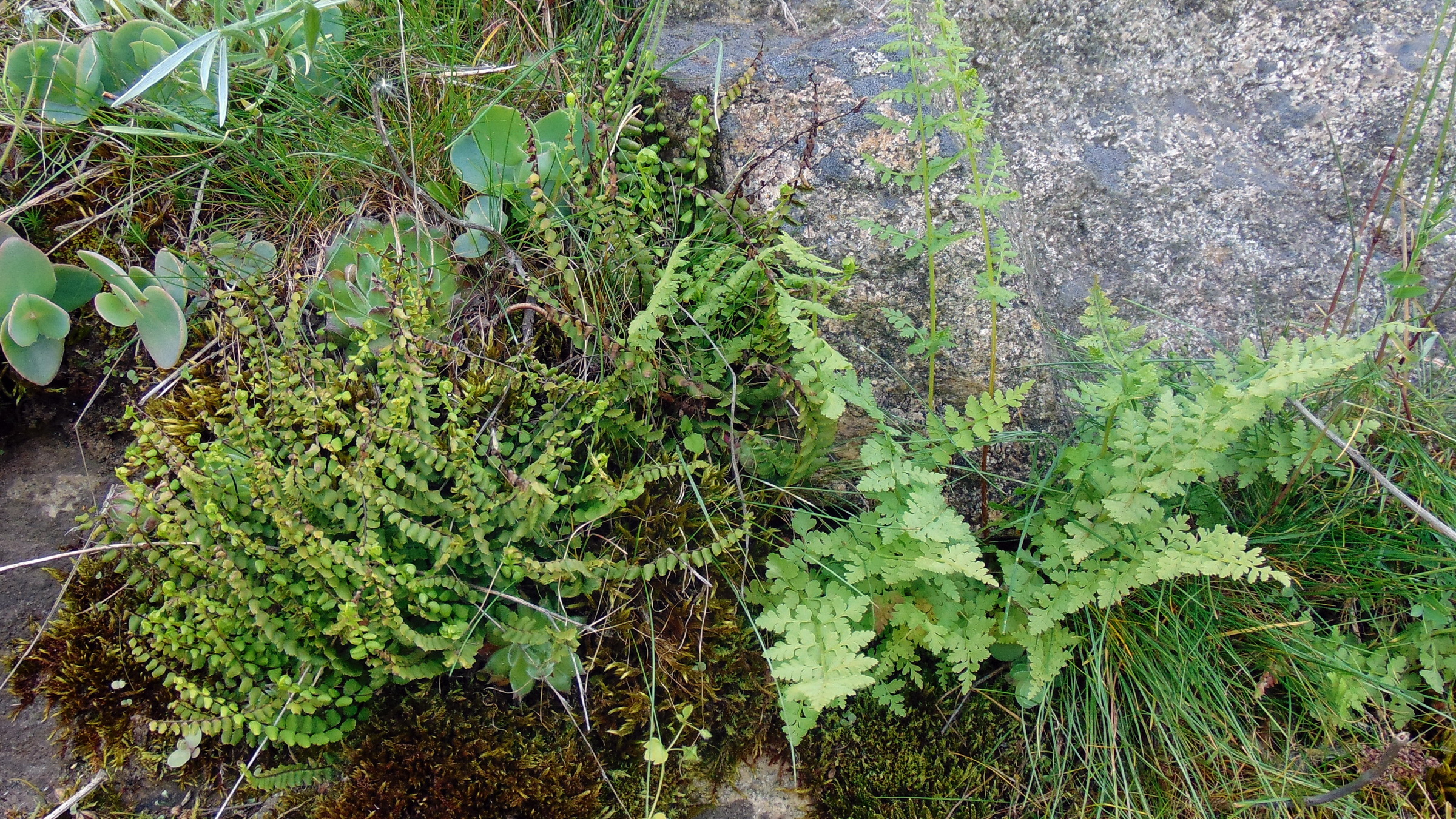
Аспленій волосовидний (ліворуч). Пухирник ламкий (праворуч)

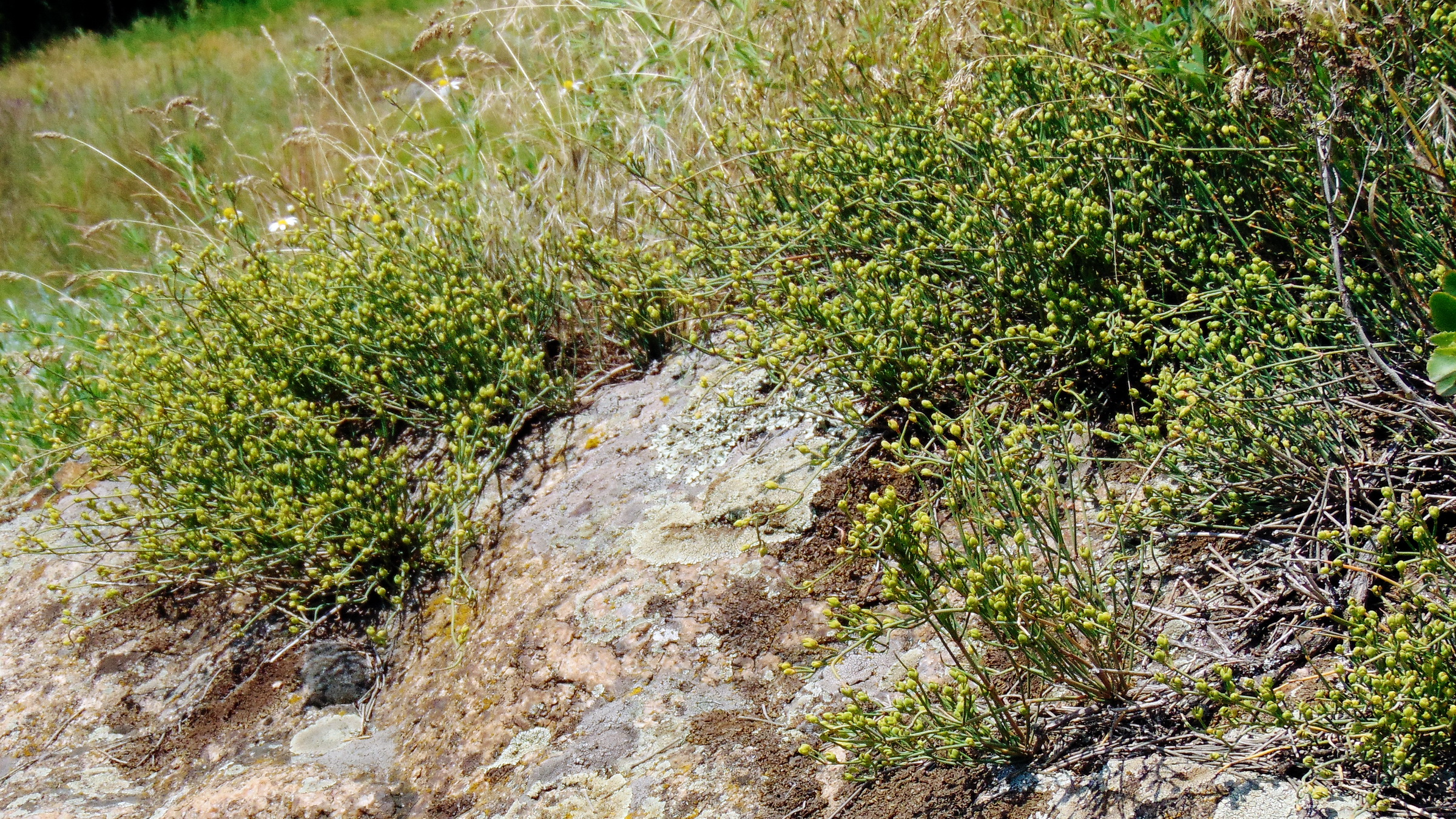
Ефедра двоколоскова

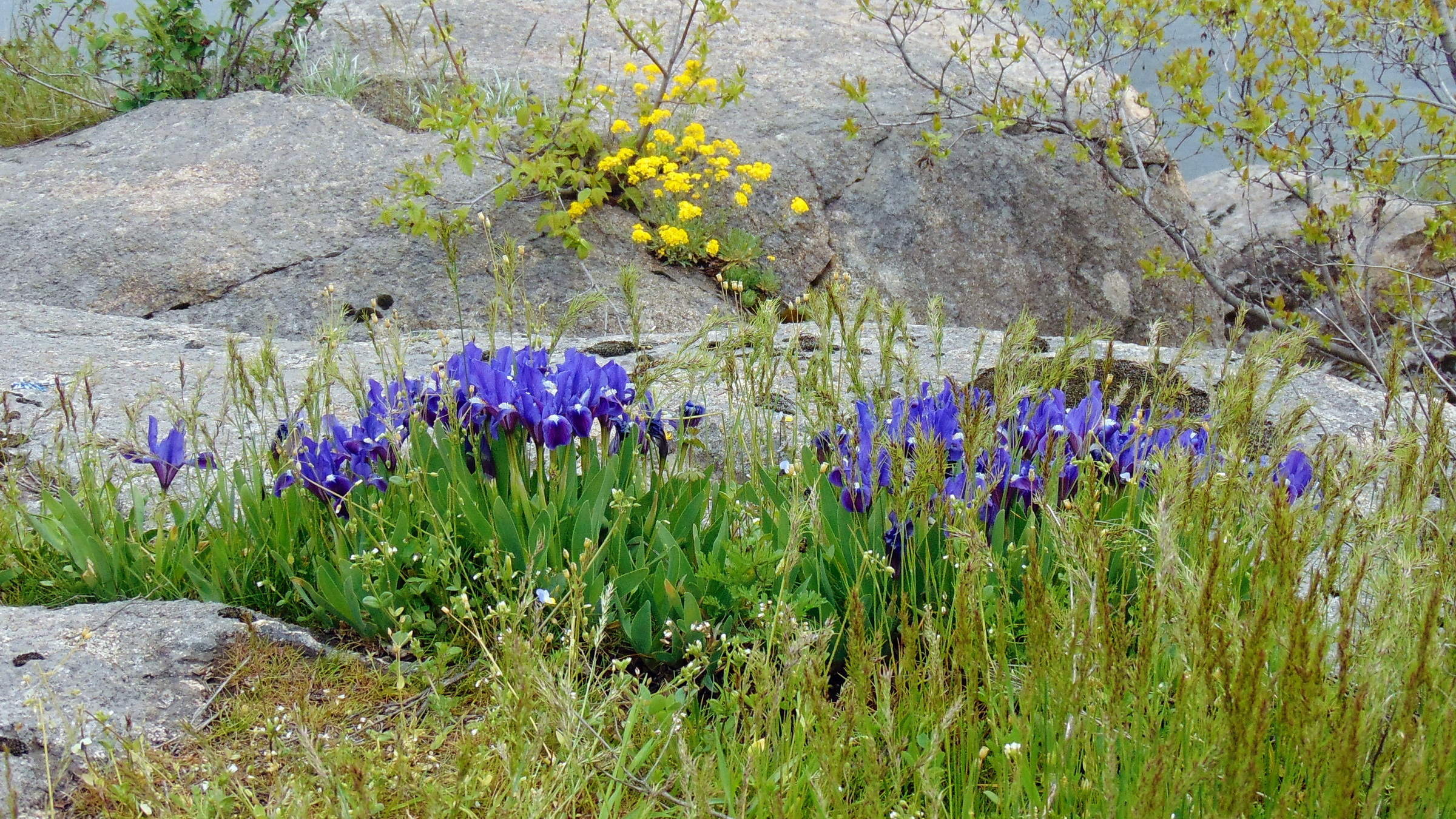
Півники маленькі

До регіональної флори входять представники нижчих (11 відділів водоростей) і вищих (6 відділів: Мохоподібні, Плауноподібні, Хвощеподібні, Папоротеподібні, Голонасінні, Покритонасінні) рослин.
Альгофлора (видовий склад водоростей) регіону вивчена слабо. Її основу складають зелені, евгленові, діатомові, жовто-зелені, золотисті, харові та червоні водорості. Вони населяють переважно товщу води (фітопланктон) і придонні шари (фітобентос) різноманітних водойм, але зустрічаються також на суші у ґрунті й на різноманітних вологих субстратах.
Мохоподібні у флорі області представлені двома класами: Печіночники (близько 40 видів) і Листостеблові мохи (близько 100 видів). Печіночники поселяються на найрізноманітніших субстратах: на ґрунті, болотах, лугах і полях, корі дерев, скелях і каменях, по берегах водойм, зрідка у воді. Листостеблові мохи в регіоні трапляються спорадично, утворюючи локальні ценопопуляції, в залежності від умов зволоження. Вони зростають в основному в заплавах річок (політрихуми гарний і яловцевидний, дикран мітлоподібний, мніум гострий, безволосник хвилястий та ін.), на корі дерев (гіпнуми кіпарисовидний і блідий, пілезія багатоквіткова, брахітеціум оксамитовий та ін.), на гнилій деревині, особливо у вологих лісах (тетрафіс прозорий, полія поникла, брахітеніум шорсткуватий та ін.) на затінених, покритих гумусом каменях і скелях (неккери, аномодони, гіпнуми та ін.), рідше на освітлених скально-каменистых субстратах (схитидіуми, грімії, гедвігія війчаста та ін.).
Флора вищих судинних рослин області, за різними даними, налічує від 1522 до 1650 видів рослин, які об'єднані у 5 відділів, 7 класів, 121 родину і 580 родів.
На півночі області зрідка трапляються 2 види плауноподібних — плаун звичайний і лікоподієлла заплавна. Хвощеподібні і в основному пов'язані з мезофітними умовами зростання і тому зустрічаються в області спорадично. У флорі регіону вони представлені чотирма видами хвощів — польовим, річковим, зимуючим і галузистим.
У долинах річок і кам'янистих місцевостях області спорадично трапляються 9 видів папоротей (вужачка звичайна, пухирник ламкий, багатоніжка звичайна, вудсія альпійська, аспленії північний і аспленій волосовидний, безщитник жіночий, щитники шартський і чоловічий. У Дніпровських плавнях зустрічається реліктова водна папороть — сальвінія плаваюча.
Єдиним дикорослим видом голонасінних, які зустрічаються в регіоні, є представник класу Гнетоподібні — ефедра двоколоскова, яка зростає в кам'янистих місцевостях і подекуди по степових схилах. У ряді районів області створені штучні лісонасадження з сосни звичайної і кримської (клас Хвойні).
Покритонасінні складають основу флори області й представлені двома класами: Дводольні (близько 1280 видів) і Однодольні (близько 340 видів). Дводольні у регіональній флорі представлені 8 підкласами: Магнолііди (3 порядки, 7 видів); Ранункуліди (3 порядки, близько 80 видів); Гамамеліди (2 порядки, 4 види); Каріофіліди (3 порядки, близько 220 видів); Диленііди (9 порядків, близько 230 видів); Розиди (13 порядків, близько 360 видів); Ламііди (7 порядків, близько 310 видів); Айстериди (2 порядки, близько 240 видів). Однодольні представлені 3 підкласами: Алісматиди (7 порядків, 31 вид); Лілііди (7 порядків, близько 300 видів); Арециди (2 порядки, 11 видів).
Близько 220 видів флори області є рідкісними, 57 — занесені до Червоної книги України (2009). 145 видів рослин мають регіональний рівень охорони (2011).
Основними еколого-ценотичними групами флори області є степова (близько 350 видів), синантропна (близько 700 видів), лучна, болотна, водна, псамофітна, лісова, літоральна, солончакова, гранітна, вапнякова тощо.

#### Рослинність

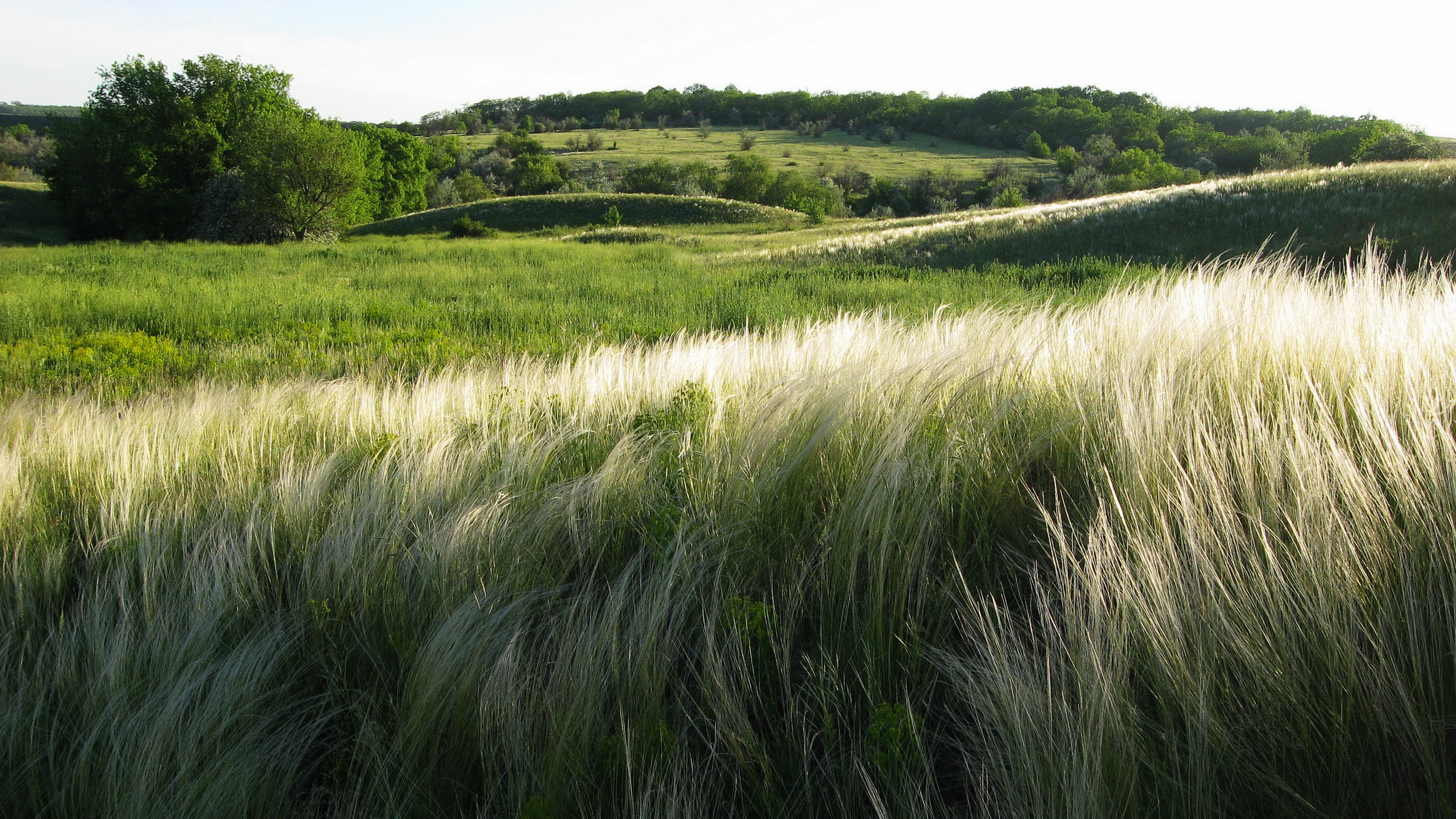
Різнотравно-типчаково-ковиловий степ. Долина р. Верхня Хортиця

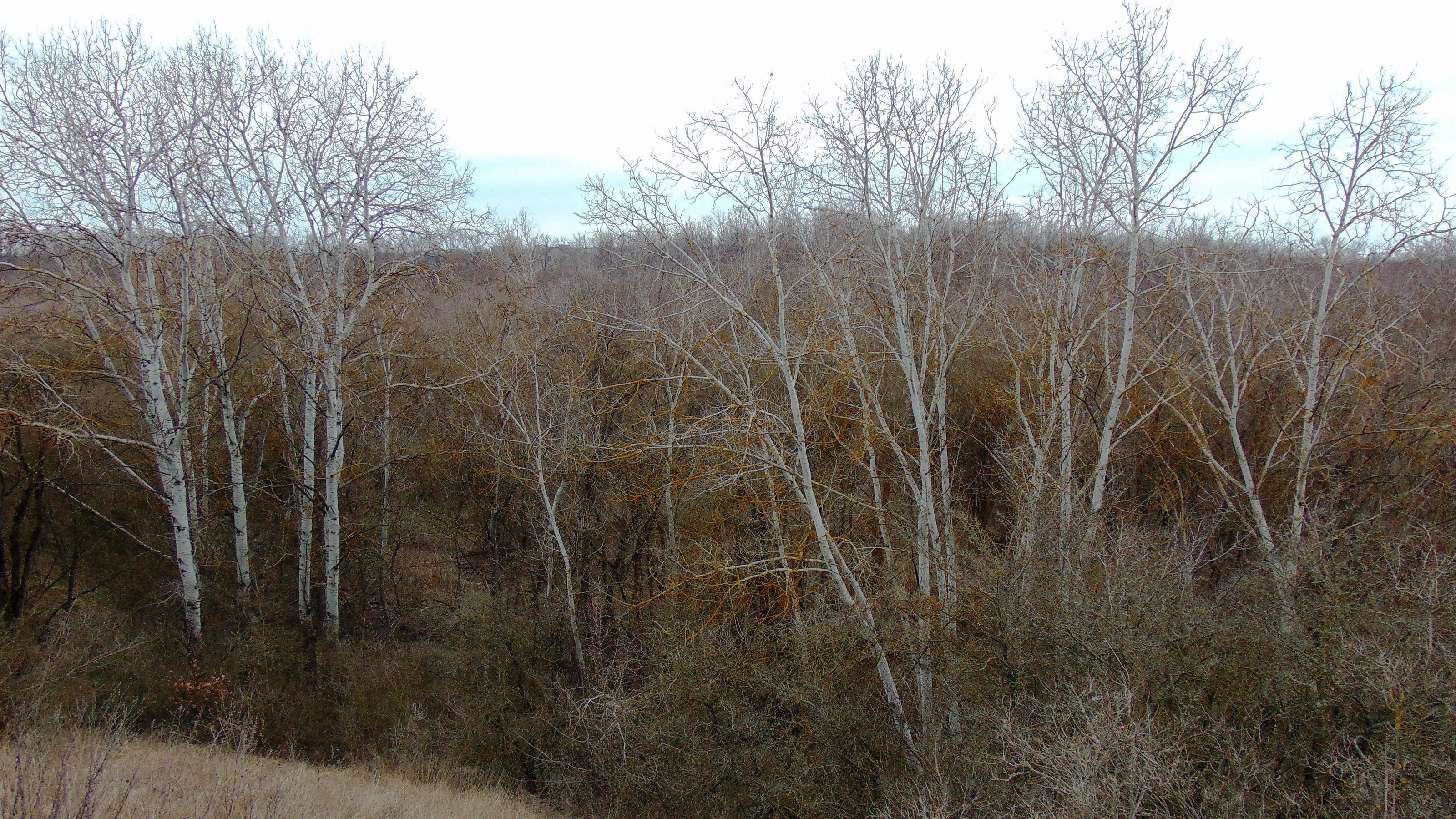
Заплавний ліс у долині р. Середня Хортиця

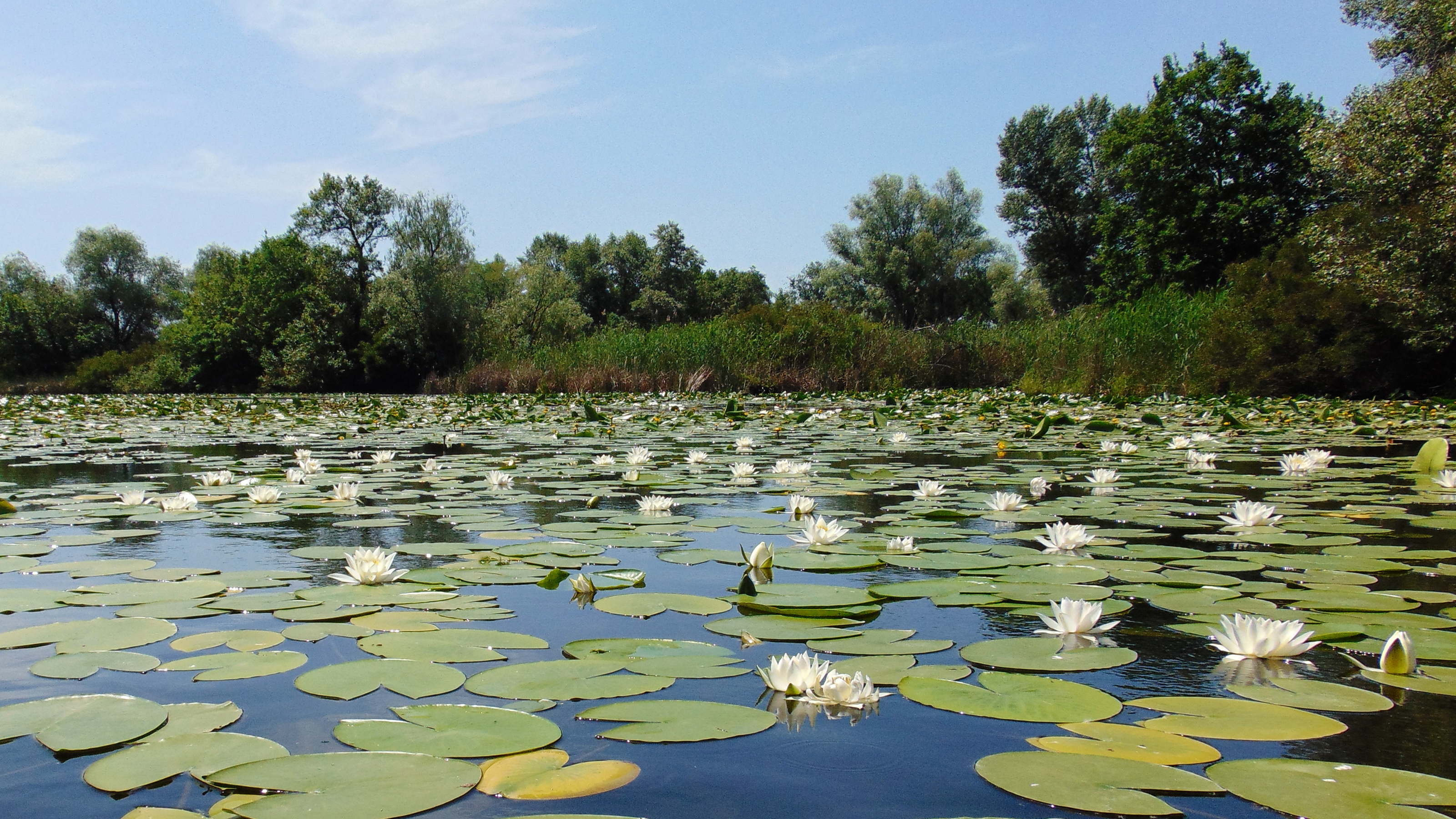
Розумівсько-Біленьківські плавні

Запорізька область знаходиться у межах Степової природної зони. Тому зональним типом рослинності у нашому регіоні є степова рослинність. Степову рослинність поділяють на 6 підтипів: справжньостепова, лучно-степова, чагарниково-степова, псамофітно-степова (на піщаних ґрунтах), петрофітно-степова (на кам'янистих відслоненнях і щебенистих ґрунтах) і галофітно-степова (на засолених ґрунтах). Степова рослинність в області, внаслідок розорювання плакорних цілинних степів, збереглась переважно на схилових ділянках долин річок і балок.
У долинах річок і балках області зростають ліси, які відносять до інтразонального (рослинність, характерна для інших природних зон) типу рослинності. Цей тип поділяють на 5 підтипів: байрачно-лісова (балочно-лісова), заплавно-лісова, аренно-лісова, пристінно-лісова і штучно-лісова (штучні лісонасадження). Іноді в самостійні підтипи виділяють чагарники — відповідно байрачні, заплавні, аренні та штучні. Більшість природних лісів зведена або перебуває у деградованому стані. Значну частину лісовкритих площ регіону складають штучні природозахисні лісонасадження.
На місці зведених природних лісів області утворився ще один тип рослинності — лучна. Луки поділяють на суходільні (у балках і подах) та заплавні (у долинах річок). До самостійного підтипу лучної рослинності можна також віднести приморські луки, розповсюджені на черепашково-піщаних косах і прибережній смузі Азовського моря.
У місцях з постійним зволоженням утворилися болота з відповідним типом рослинності. Болотну рослинність поділяють на три основні підтипи — очеретові, осокові та солончакові болота. Очеретові і осокові болота більш характерні для північних і центральних районів області.
Солончакова рослинність утворюється у перезволожених заболочених місцевостях південних районів області, для клімату яких характерна висока випаровуваність вологи, що веде до засолення ґрунтів. Тому її часто виділять у самостійний тип рослинності.
Рослинні угруповання, пов'язані з водним середовищем, відносять до типу водної рослинності, який, у свою чергу, поділяють на 3 підтипи — надводна, плаваюча і підводна (занурена) водна рослинність. Всі підтипи водної рослинності характерні практично для всіх прісноводних, солонувато-водних і морських водойм області.
У кам'янистих місцевостях утворюється своєрідна комплексна петрофітна рослинність. До її складу входять лісові, лучні, степові й навіть болотні рослинні мікроугруповання на скелях, кам'янистих відслоненнях і нагромадженнях каміння. Петрофітна рослинність у межах області характерна для скелястої частини долини Дніпра і Приазовської височини.

### Тваринний світ

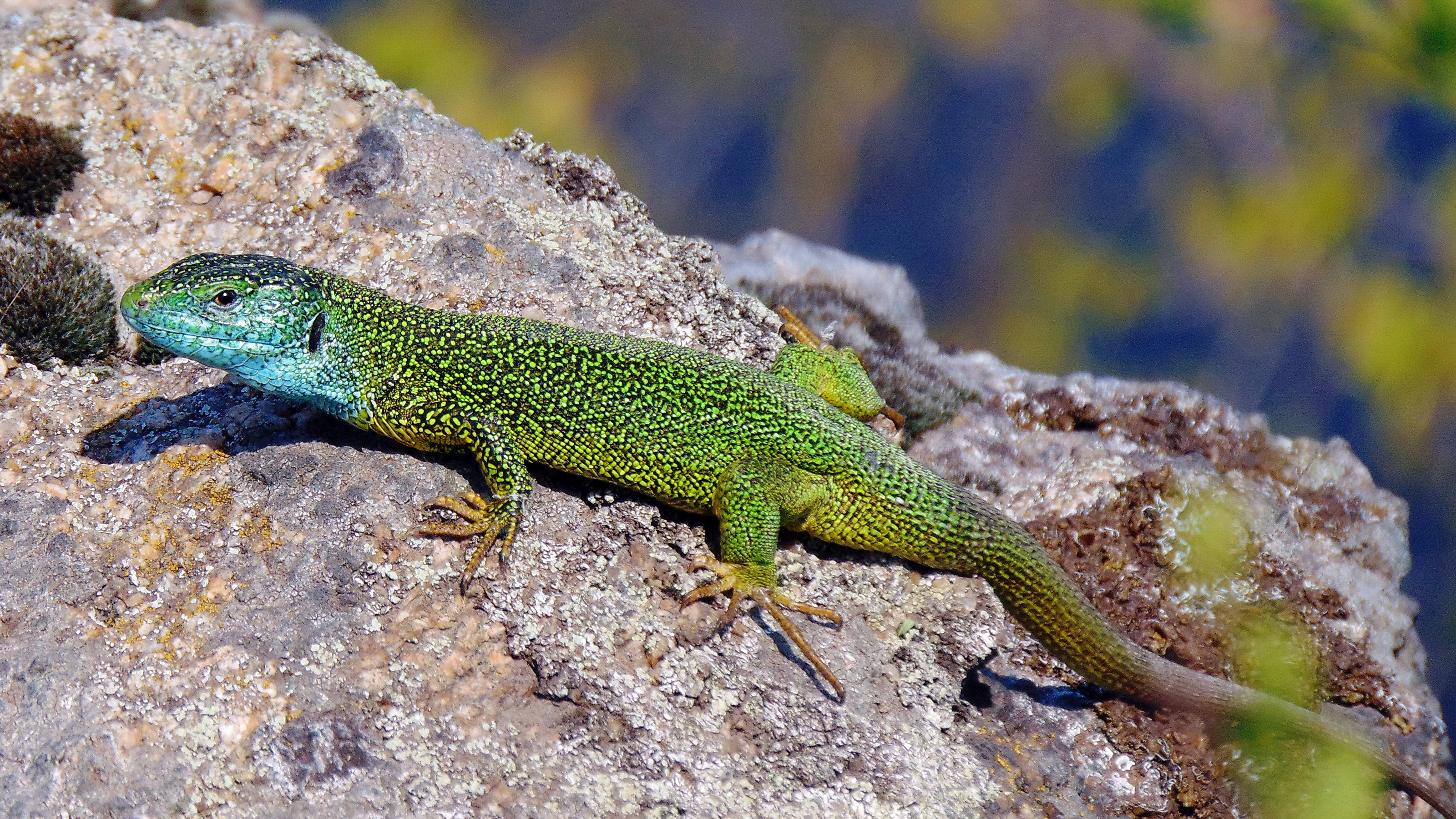
Ящірка зелена

Фауна хребетних тварин Запорізької області, за даними останніх 50 років, нараховує біля 540 видів, у тому числі 133 види риб і міног, 6 видів земноводних, 10 видів плазунів, біля 330 видів птахів і 60 видів ссавців.
На території Запорізької області зафіксовано 39 із 67 занесених до Червоної книги України видів птахів, у тому числі чапля жовта, коровайка, огар, чернь білоока, крохаль довгоносий, скопа, шуліка рудий, яструб-тювик, лунь польовий, орлан-білохвіст, журавель степовий, лежень, зуйок морський, ходуличник, дерихвіст лучний, вівсянка чорноголова, шпак рожевий.
На території Запорізької області мешкають такі види ссавців, що занесені до Червоної книги України: нетопир середземноморський, вечірниця велетенська, мишівка степова, тушкан великий, азовка, горностай, тхір степовий, перегузня звичайна, борсук звичайний, видра річкова.
В Азовському морі представником морських ссавців є дельфіни. Згідно з чинними правилами рибальства лов їх заборонений.

### Ландшафти
У результаті багатовікової взаємодії геолого-геоморфологічних, кліматичних, біологічних та соціально-економічних чинників на території Запорізької області сформувались сучасні природні комплекси — ландшафти.
Сучасні природні ландшафти на території Запорізької області сформувались протягом останніх 10 тис. років — у голоцені.
Зональними типами ландшафтів у Запорізькій області є степові. Степові ландшафти — тип рівнинних ландшафтів, що утворились в умовах недостатньої зволоженості й достатньої кількості тепла на лесових породах і лесах.
Степові ландшафти поділяють на три підтипи, які в межах Запорізької області утворюють відповідні природні підзони:
- північностепові різнотравно-типчаково-ковилові з байрачними дібровами;
- середньостепові типчаково-ковилові;
- південностепові полинно-злакові.

### Природні ресурси

Фізична карта Запорізької області

#### Мінерально-сировинні ресурси
Мінеральні ресурси представлені багатими покладами рудних корисних копалин, зокрема залізних і марганцевих. Частка регіону в сумарних запасах мінеральної сировини в Україні становить:
- пегматит — 88,06 %,
- апатит — 63,42 %,
- марганцева руда — 69,1 %,
- вторинні каоліни — 22,9 %,
- вогнетривкі глини — 8,6 %.

#### Земельні ресурси
Земельний фонд Запорізької області станом на 01.01.2015 р. складає 2718,3 тис. га, з них суша — 2543,4 тис. га (93,6 %), акваторії — 174,9 тис. га (6,4 %).
Сільськогосподарські угіддя складають 2241,8 тис. га (82,5 % від загальної площі області), з них рілля — 1903,8 тис. га (70,0 %), багаторічних насаджень — 38,6 тис. га (1,4 %), сіножатей і пасовищ — 299,4 тис. га (11,0 %).
Ліси та інші лісовкриті площі складають 118,9 тис. га (4,4 %).
Відкриті землі з незначним рослинним покривом або без нього (піски, яри, землі, зайняті зсувами, щебенем, галькою, голими скелями) складають 23,2 тис. га (0,9 %), відкриті заболочені землі — 7,2 тис. га (0,3 %).
Інші землі складають 227,9 тис. га (8,4 %).
За даними земельного обліку в Запорізькій області налічується 1107,1 тис. га еродованих сільськогосподарських угідь.
Надмірна розораність території погіршує екологічні умови та саморегулювання агроландшафтів, знижує активність ґрунтоутворюючих процесів та природної родючості ґрунтів, посилює їх ерозію. До того ж, сільське господарство області розвивається у досить складних природно-кліматичних умовах. Все це підвищує загальну деградацію земель у регіоні.

#### Водні ресурси
Формування водних ресурсів області відбувається в основному за рахунок атмосферних опадів (13,7 км³/рік). Значно меншу у річному водному балансі регіону складають поверхневий (0,48 км³/рік) і підземний (0,15 км³/рік) стік. Значним є випаровування вологи (13,1 км³/рік).
Місцеві водні ресурси області складають у середньому 0,62 км³/рік, в маловодні роки — 0,13 км³/рік. Транзитні водні ресурси області (в основному за рахунок Дніпра) складають у середньому 52,4 км³/рік, в маловодні роки — 32,7 км³/рік.

#### Рослинні ресурси

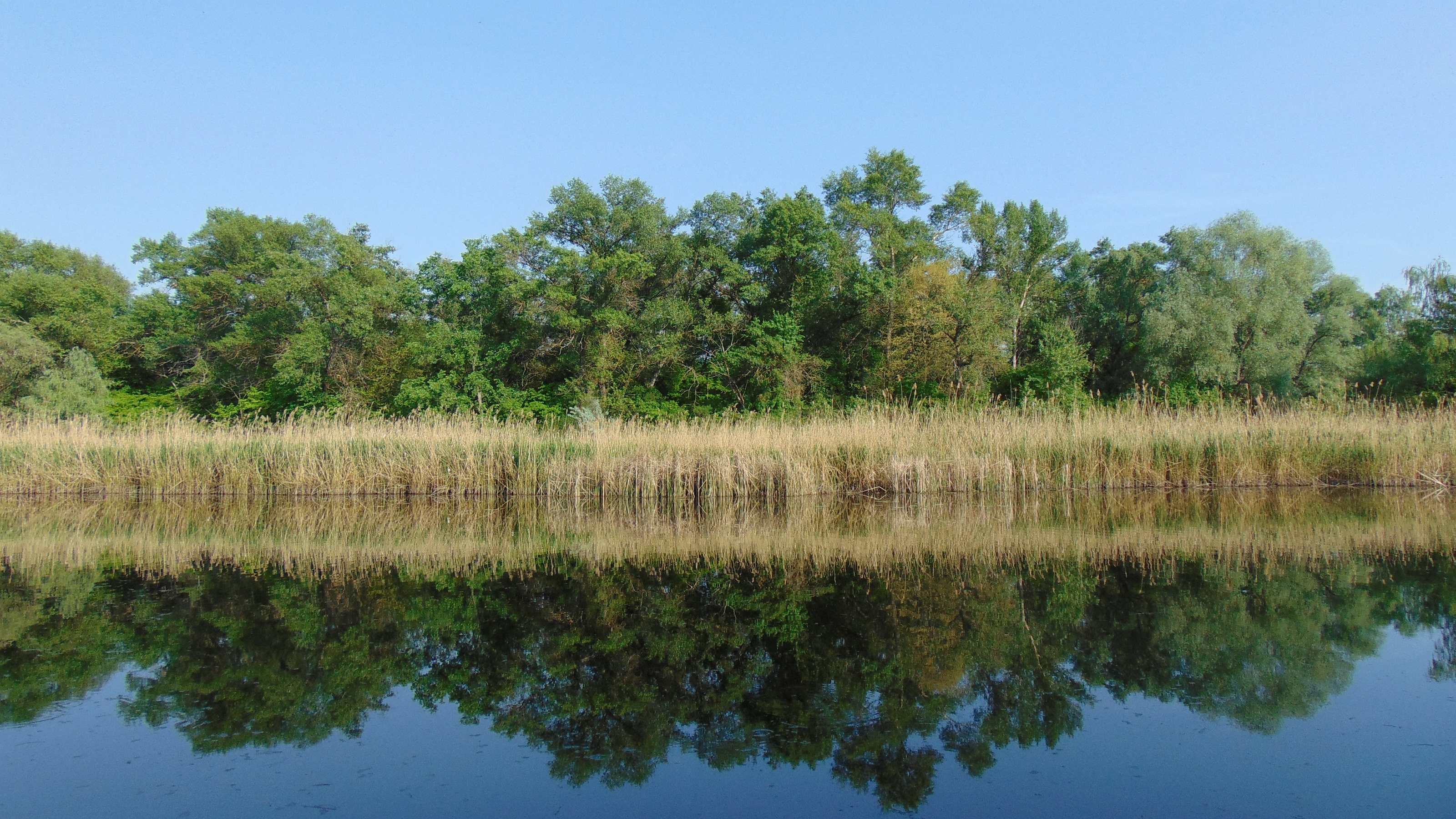
Архіпелаг Білаї. Дніпровські плавні

Основними видамим спеціального використання рослинних ресурсів у регіоні є ведення лісового господарства і використання частини сільськогосподарських угідь як сіножатей і пасовищ.
Лісовий фонд
Ліси області за призначенням і розміщенням виконують екологічні (водоохоронні, захисні, санітарно-гігієнічні, оздоровчі та інші) функції, мають обмежене експлуатаційне значення.
Ліси та лісове господарство області мають певні особливості порівняно з західними областями: відносно низький середній рівень лісисості території, що має істотні відмінності щодо лісорослинних умов, методів ведення лісового господарства, використання лісових ресурсів та корисних властивостей лісу.
Загальна площа лісових земель області з урахуванням площ полезахисних лісових смуг складає 117,2 тис. га, з них для ведення лісового господарства державним лісогосподарським підприємствам надано 76,8 тис. га.
При загальній площі області 2718 тис. га, лісисості з урахуванням полезахисних лісосмуг складає — 4,0 %, при загальній по Україні  — 15,9 %.
Основними лісотвірними породами є акація біла, сосна кримська, дуб звичайний.

#### Тваринні ресурси
В області існують сприятливі умови для багатьох видів тварин. Основними видами спеціального використання тваринних ресурсів у регіоні є ведення мисливського та рибного господарства.
Мисливські тварини
Об'єктами полювання в області в основному є заєць сірий, качки, голуби, сіра куріпка, лиска, фазан, перепілка, гуси, лисиця, вепр, сарна, єнот, вовк, ондатра
Загальна площа мисливських угідь в області станом на 01.01.2018 р. складає 1813,6 тис. га, які надано у користування 37 користувачам. Надано у користування 53,6 тис. га лісових угідь, 1996,1 тис. га польових та 76,2 тис. га водно-болотних угідь.
За даними обліку чисельності основних видів мисливських тварин в області в 2018 році проживало близько 100 тис. особин сіра куріпка, 46 тис. ос. фазана, 120 тис. ос. зайця-русака, 900 ос. козулі, 700 ос. кабана, 100 ос. оленя благородного.
Спостерігається покращення стану популяції таких мисливських тварин, як заєць сірий, кабан, фазан.
Промислові риби

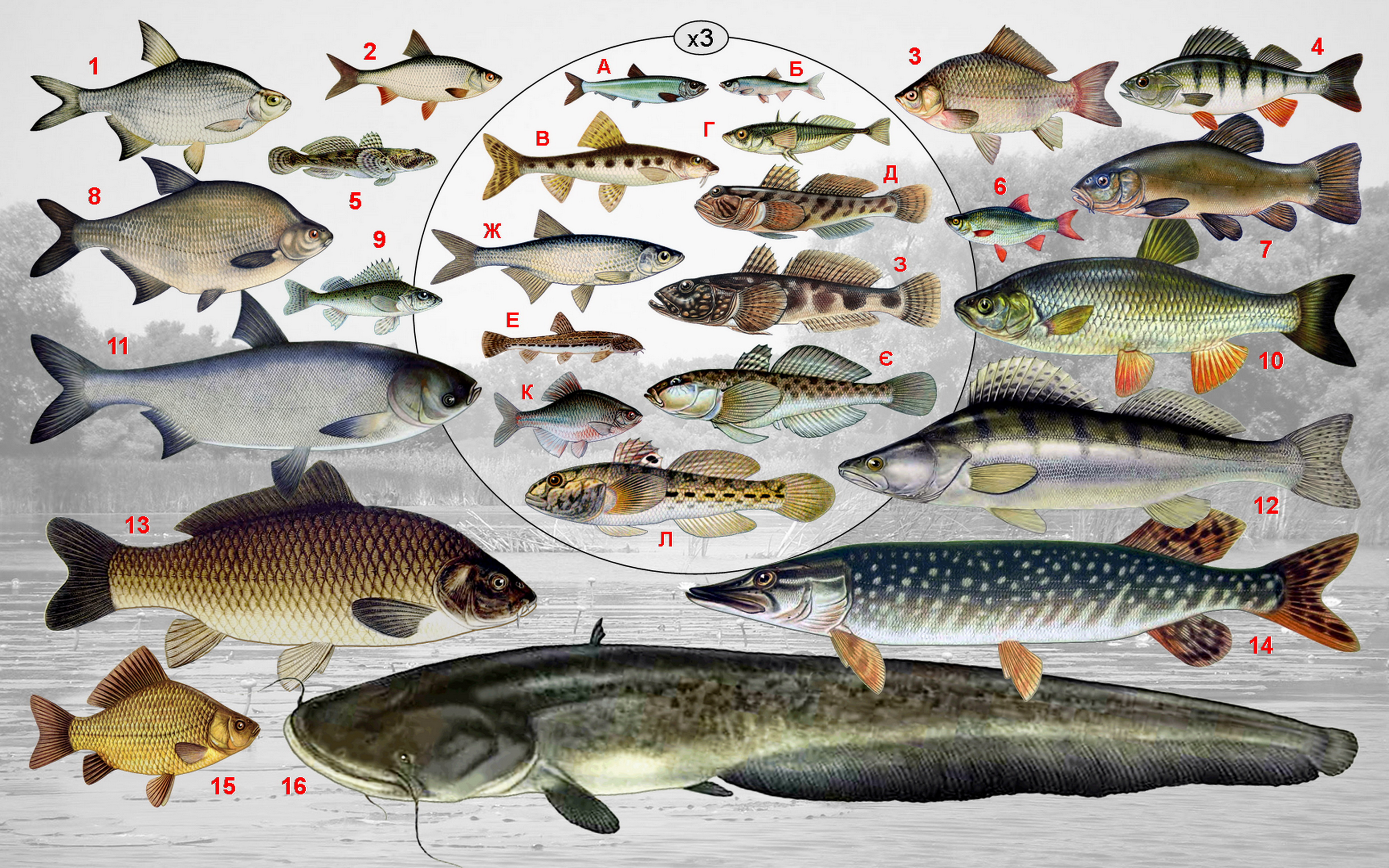
Прісноводні риби Запорізької області (основні види):
1 — плоскирка; 2 — плітка; 3 — карась сріблястий; 4 — окунь; 5 — бичок жабоголовий; 6 — краснопірка; 7 — лин; 8 — лящ; 9 — йорж; 10 — головень; 11 — товстолобик білий; 12 — судак; 13 — короп; 14 — щука; 15 — карась золотий; 16 — сом.
Збільшено у 3 рази: А — тюлька; Б — верховка; В — пічкур; Г — колючка триголкова; Д — бичок гонець; Ж — верховодка; З — бичок головань; Е — щипавка; Є — бичок пісочник; К — гірчак; Л — бичок кругляк.

На даний час іхтіофауна Дніпровського і Каховського водосховищ нараховує близько 50 видів риб, з яких промислове значення мають біля 20 видів. Основними промисловими видами є лящ, плітка, судак, карась сріблястий, сазан, плоскирка, сом, білий і строкатий товстолобики.
У 2018 році в Дніпровському водосховищі (у межах Запорізької області) було вилучено 185,3 т водних живих ресурсів, у тому числі:
- карась ― 64,9 т
- плітка — 32 т
- лящ — 22,7 т
- судак — 6,1 т
- сазан — 7,8 т
- плоскирка — 3,1 т
- сом — 3,3 т
- щука — 0,1 т
- рослиноїдні риби — 43,5 т.

У 2018 році в Каховському водосховищі (у межах Запорізької області) було вилучено 2910,3 т водних живих ресурсів, у тому числі:
- карась — 1770,5 т
- плітка — 368,1 т
- лящ — 276,9 т
- судак — 73 т
- сазан — 59,6 т
- плоскирка — 37,6 т
- сом — 31,6 т
- тюлька — 12,8 т
- щука — 2,3 т
- рослиноїдні риби — 260,5 т
- річковий рак — 3,9 т.

Забезпечення оптимальних умов рибогосподарського використання водосховищ повинно здійснюватися шляхом раціональної організації промислу та посилення контролю за виловом. Раціональний та збалансований промисел забезпечує необхідне розрідження популяції, знижує природну загибель, запобігає виникненню напружених кормових відносин в іхтіофауні.
З метою відтворення рибних популяцій у районі Кам'янських та Іванівських кучугур, Василівській та Новопавловській затоках Каховського водосховища та в затоках Безіменна й Лишня Дніпровського водосховища були виставлені штучні нерестові гнізда. На Дніпровському водосховищі штучними гніздами користувалася лише плітка, в середній частині Каховського водосховища — лящ і плітка.

#### Природоохоронні території
Станом на 01.01.2019 р. на території Запорізької області розташовано 347 територій та об'єктів природно-заповідного фонду загальною площею 125 068,5.  га, з них 23 — території загальнодержавного значення та 324 — місцевого значення. Відсоток заповідності області становить — 4,61 %.
Шість територій та об'єктів природно-заповідного фонду увійшли до складу Національного природного парку «Великий Луг» загальною площею 16 756 га, оголошеного в 2006 році.
Двадцять три території та об'єкти природно-заповідного фонду увійшли до складу Приазовського національного природного парку (другого за площею національного парку в Україні) загальною площею 78 126,9 га, оголошеного в 2010 році.

#### Природно-рекреаційні ресурси
Бердянськ — рівнинний приморський кліматично-грязьовий курорт, розташований на узбережжі Азовського моря. Природні лікувальні ресурси — солоні озера з великими запасами лікувальних грязей, а також просторі піщані пляжі, південний морський та степовий клімат. Кирилівка — приморський кліматично-грязьовий курорт, розташований у степовій зоні на узбережжі Азовського моря. Значні запаси лікувальних грязей залягають на дні Утлюцького та Молочного лиманів. Функціонують численні санаторії, водогрязелікарні, будинки та бази відпочинку.

## Історія
|                                                    |  |  |
| Ювілейна монета НБУ присвячена Запорізькій області |  |  |

Після татаро-монгольської навали 1237—1240 років територія Запорізького краю на два століття ввійшла до складу Золотої Орди.
1445 року запорізькі степи по лівому берегу Дніпра ввійшли до складу Кримського ханства. З кінця XV до середини XIX століть їх населяли кочові та напівосілі ногайці.
Природно-географічні та історичні умови у XV—XVI століттях сприяли тому, що південноукраїнські землі стали одним із центрів формування запорізького козацтва. Одним із його головних оплотів і символів став острів Хортиця, відомий ще з давньоруських часів.
Подією загальноукраїнського значення стало формування з окремих козацьких загонів та промислових артілей соціально-політичної та військової організації запорозького козацтва — Запорозької Січі («Війська Запорозького Низового»).
Запорозька Січ стала першим на території України політичним формуванням з усіма ознаками республіки. Вона довго зберігала свою незалежність та займала визначне місце в міжнародних відносинах — європейські держави встановлювали з нею дипломатичні відносини та шукали військового союзу.
Наприкінці XVIII століття землі південної України увійшли до складу Російської імперії.
Процес нового заселення та освоєння земель сучасної Запорізької області був складним. У ньому взяли участь представники багатьох народностей, що призвело до розвитку краю як багатонаціонального. Це забезпечило запозичення господарських навичок, окремих особливостей життя і побуту одним народом в іншого, викликало до життя своєрідне злиття культурних та господарчих традицій. Складовою частиною населення території сучасної Запорізької області стали іноземні переселенці: меноніти, німці, болгари, євреї, гагаузи, поляки, серби, греки, албанці.
Запоріжжя стало одним із полігонів, де втілювалися стратегічні плани індустріалізації СРСР. 1927 року почалося будівництво ДніпроГЕСу — найпотужнішої гідроелектростанції у Європі на той час. Поруч прискореними темпами споруджувався комплекс нових енергоємних підприємств.
Бурхливий розвиток економіки та культури краю був перерваний Другою світовою війною.
Однією з найяскравіших сторінок в історії області є післявоєнне відродження запорізького індустріального комплексу — ДніпроГЕСу та підприємств чорної та кольорової металургії. До початку 1950-х років відновили роботу всі 670 заводів і фабрик області. У 1950—1970 роках в області були створені нові галузі індустрії — електротехнічна, хімічна. Продовжував зростати енергетичний потенціал області. Поруч із введенням у дію ДніпроГЕС-2, споруджено Запорізьку ДРЕС та Запорізьку АЕС.
Перші мітинги Революції гідності почалися 24 листопада 2013 року на Фестивальній площі перед Запорізькою ОДА. 4 грудня розпочинається автопробіги на підтримку Євромайдана. 6 грудня невідомі підняли прапор Євросоюзу над Хортицьким заповідником. 3 лютого 2014 року формуються загони дружинників Євромайдану для патрулювання міста Запоріжжя. 22 лютого 2014 року — Ленінопад у Запоріжжі та по області.

## Адміністративно-територіальний устрій
Область складається з 67 громад (14 міських, 16 селищних та 36 сільських) і 5 районів (Бердянський площею 4 461,56 км² та населенням 183 984 осіб; Василівський площею 4 287,33 км² та населенням 188 667 осіб; Запорізький площею 4 674,61 км² та населенням 874 150 осіб; Мелітопольський площею 7 081,04 км² та населенням 286 574 осіб; Пологівський площею 6 762,50 км² та населенням 172 461 осіб).
| Назва                  | Категорія | Адмін. центр               | Район           | Область    |
| ---------------------- | --------- | -------------------------- | --------------- | ---------- |
| Запорізька             | міська    | місто Запоріжжя            | Запорізький     | Запорізька |
| Бердянська             | міська    | місто Бердянськ            | Бердянський     | Запорізька |
| Мелітопольська         | міська    | місто Мелітополь           | Мелітопольський | Запорізька |
| Токмацька              | міська    | місто Токмак               | Пологівський    | Запорізька |
| Енергодарська          | міська    | місто Енергодар            | Василівський    | Запорізька |
| Кирилівська            | селищна   | смт Кирилівка              | Мелітопольський | Запорізька |
| Якимівська             | селищна   | смт Якимівка               | Мелітопольський | Запорізька |
| Андріївська            | селищна   | смт Андріївка              | Бердянський     | Запорізька |
| Андрівська             | сільська  | село Андрівка              | Бердянський     | Запорізька |
| Берестівська           | сільська  | село Берестове             | Бердянський     | Запорізька |
| Осипенківська          | сільська  | село Осипенко              | Бердянський     | Запорізька |
| Василівська            | міська    | місто Василівка            | Василівський    | Запорізька |
| Дніпрорудненська       | міська    | місто Дніпрорудне          | Василівський    | Запорізька |
| Степногірська          | селищна   | смт Степногірськ           | Василівський    | Запорізька |
| Малобілозерська        | сільська  | село Мала Білозерка        | Василівський    | Запорізька |
| Великобілозерська      | сільська  | село Велика Білозерка      | Василівський    | Запорізька |
| Веселівська            | селищна   | смт Веселе                 | Мелітопольський | Запорізька |
| Новоуспенівська        | сільська  | село Новоуспенівка         | Мелітопольський | Запорізька |
| Чкаловська             | сільська  | село Чкалове               | Мелітопольський | Запорізька |
| Вільнянська            | міська    | місто Вільнянськ           | Запорізький     | Запорізька |
| Матвіївська            | сільська  | село Матвіївка             | Запорізький     | Запорізька |
| Михайлівська           | сільська  | село Михайлівка            | Запорізький     | Запорізька |
| Михайло-Лукашівська    | сільська  | село Михайло-Лукашеве      | Запорізький     | Запорізька |
| Павлівська             | сільська  | село Павлівське            | Запорізький     | Запорізька |
| Петро-Михайлівська     | сільська  | село Петро-Михайлівка      | Запорізький     | Запорізька |
| Гуляйпільська          | міська    | місто Гуляйполе            | Пологівський    | Запорізька |
| Воздвижівська          | сільська  | село Воздвижівка           | Пологівський    | Запорізька |
| Малинівська            | сільська  | село Малинівка             | Пологівський    | Запорізька |
| Кушугумська            | селищна   | смт Кушугум                | Запорізький     | Запорізька |
| Біленьківська          | сільська  | село Біленьке              | Запорізький     | Запорізька |
| Долинська              | сільська  | село Долинське             | Запорізький     | Запорізька |
| Новоолександрівська    | сільська  | село Новоолександрівка     | Запорізький     | Запорізька |
| Степненська            | сільська  | село Степне                | Запорізький     | Запорізька |
| Широківська            | сільська  | село Широке                | Запорізький     | Запорізька |
| Кам'янсько-Дніпровська | міська    | місто Кам'янка-Дніпровська | Василівський    | Запорізька |
| Благовіщенська         | сільська  | село Благовіщенка          | Василівський    | Запорізька |
| Водянська              | сільська  | село Водяне                | Василівський    | Запорізька |
| Більмацька             | селищна   | смт Кам'янка               | Пологівський    | Запорізька |
| Комиш-Зорянська        | селищна   | смт Комиш-Зоря             | Пологівський    | Запорізька |
| Смирновська            | сільська  | село Смирнове              | Пологівський    | Запорізька |
| Мирненська             | селищна   | смт Мирне                  | Мелітопольський | Запорізька |
| Костянтинівська        | сільська  | село Костянтинівка         | Мелітопольський | Запорізька |
| Новенська              | сільська  | с-ще Нове                  | Мелітопольський | Запорізька |
| Новобогданівська       | сільська  | село Новобогданівка        | Мелітопольський | Запорізька |
| Семенівська            | сільська  | село Семенівка             | Мелітопольський | Запорізька |
| Терпіннівська          | сільська  | село Терпіння              | Мелітопольський | Запорізька |
| Михайлівська           | селищна   | смт Михайлівка             | Василівський    | Запорізька |
| Плодородненська        | сільська  | село Плодородне            | Мелітопольський | Запорізька |
| Роздольська            | сільська  | село Роздол                | Бердянський     | Запорізька |
| Новомиколаївська       | селищна   | смт Новомиколаївка         | Запорізький     | Запорізька |
| Тернуватська           | селищна   | смт Тернувате              | Запорізький     | Запорізька |
| Оріхівська             | міська    | місто Оріхів               | Пологівський    | Запорізька |
| Комишуваська           | селищна   | смт Комишуваха             | Запорізький     | Запорізька |
| Малотокмачанська       | сільська  | село Мала Токмачка         | Пологівський    | Запорізька |
| Преображенська         | сільська  | село Преображенка          | Пологівський    | Запорізька |
| Таврійська             | сільська  | село Таврійське            | Запорізький     | Запорізька |
| Пологівська            | міська    | місто Пологи               | Пологівський    | Запорізька |
| Воскресенська          | сільська  | село Воскресенка           | Пологівський    | Запорізька |
| Федорівська            | сільська  | село Федорівка             | Пологівський    | Запорізька |
| Нововасилівська        | селищна   | смт Нововасилівка          | Мелітопольський | Запорізька |
| Приазовська            | селищна   | смт Приазовське            | Мелітопольський | Запорізька |
| Олександрівська        | сільська  | село Олександрівка         | Мелітопольський | Запорізька |
| Приморська             | міська    | місто Приморськ            | Бердянський     | Запорізька |
| Коларівська            | сільська  | село Софіївка              | Бердянський     | Запорізька |
| Розівська              | селищна   | смт Розівка                | Пологівський    | Запорізька |
| Молочанська            | міська    | місто Молочанськ           | Пологівський    | Запорізька |
| Чернігівська           | селищна   | смт Чернігівка             | Бердянський     | Запорізька |

## Демографія
Станом на 1 листопада 2018 року в Запорізькій області, за оцінкою, проживало 1709,0 тис. осіб (4,5 % населення України, 9-е місце). Понад 43 % населення області (745,4 тис. осіб) мешкає у м. Запоріжжя.
Природне скорочення населення за 2017 рік зафіксовано в усіх містах та районах області. Впродовж 2017 року загальне скорочення наявного населення області склало 16,3 тис. осіб, з них за рахунок природних факторів — 13,6 тис. осіб, міграційного руху — 2,7 тис. осіб.
Народилося 14,2 тис. осіб, що на 9,6 % менше, ніж за 2016 рік (15,7 тис. осіб); кількість померлих 27,8 тис. осіб, що на  1,1 % менше, ніж за 2016 рік (28,1 тис. осіб).

Чисельність наявного населення
Особливістю національного складу населення області є його багатонаціональність. На території області проживають представники понад 130 національностей і народностей. У національному складі населення області переважна більшість українців, чисельність яких становить 1364,1 тис. осіб, або 70,8 % загальної кількості населення.

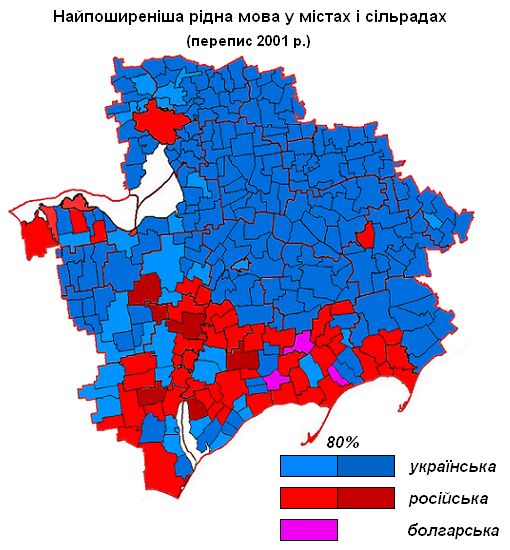
Найпоширеніша рідна мова у містах і сільрадах Запорізької області за переписом 2001 року

Національний склад населення Запорізької області станом на 2001 рік
| №  | Національність | Кількість осіб | %        |
| -- | -------------- | -------------- | -------- |
| 1  | Українці       | 1 364 095      | 70,80 %  |
| 2  | Росіяни        | 476 748        | 24,74 %  |
| 3  | Болгари        | 27 764         | 1,44 %   |
| 4  | Білоруси       | 12 655         | 0,66 %   |
| 5  | Вірмени        | 6 411          | 0,33 %   |
| 6  | Татари         | 5 177          | 0,27 %   |
| 7  | Євреї          | 4 353          | 0,23 %   |
| 8  | Грузини        | 3 899          | 0,20 %   |
| 9  | Азербайджанці  | 2 490          | 0,13 %   |
| 10 | Молдовани      | 2 476          | 0,13 %   |
| 11 | Інші           | 20 742         | 1,08 %   |
|    | Разом          | 1 926 810      | 100,00 % |

Мовний склад населення області характеризувався такими даними: українську мову 2001-го року вважали рідною 50,2 %. Російську мову визначили як рідну 48,2 % населення.
Мовний склад населення 
| Райони та міста обласного значення | українська | російська | болгарська |
| ---------------------------------- | ---------- | --------- | ---------- |
| Запорізька область                 | 50,2       | 48,2      | 0,5        |
| Запоріжжя (міськрада)              | 41,7       | 56,8      | 0,1        |
| Бердянськ (міськрада)              | 24,2       | 75,1      | 0,3        |
| Мелітополь                         | 20,4       | 78,1      | 0,2        |
| Токмак                             | 70,3       | 29,4      | 0,0        |
| Енергодар                          | 37,8       | 61,7      | 0,0        |
| Бердянський район                  | 68,5       | 27,8      | 3,1        |
| Василівський район                 | 70,8       | 28,4      | 0,1        |
| Великобілозерський район           | 93,7       | 5,8       | 0,0        |
| Веселівський район                 | 70,5       | 28,2      | 0,0        |
| Вільнянський район                 | 84,7       | 14,7      | 0,0        |
| Гуляйпільський район               | 94,1       | 5,2       | 0,0        |
| Запорізький район                  | 83,9       | 15,4      | 0,1        |
| Кам'янсько-Дніпровський район      | 44,5       | 54,7      | 0,0        |
| Більмацький район                  | 89,1       | 10,2      | 0,0        |
| Мелітопольський район              | 39,4       | 58,2      | 0,1        |
| Михайлівський район                | 67,1       | 31,8      | 0,0        |
| Новомиколаївський район            | 93,8       | 5,8       | 0,0        |
| Оріхівський район                  | 91,4       | 8,2       | 0,0        |
| Пологівський район                 | 92,9       | 6,5       | 0,0        |
| Приазовський район                 | 37,3       | 53,3      | 7,1        |
| Приморський район                  | 32,5       | 55,2      | 12,0       |
| Розівський район                   | 82,4       | 17,0      | 0,0        |
| Токмацький район                   | 79,9       | 19,5      | 0,1        |
| Чернігівський район                | 93,5       | 5,9       | 0,1        |
| Якимівський район                  | 42,5       | 55,1      | 0,1        |

Чисельність населення, яке має вищу та повну загальну середню освіту, становить 1203,1 тис. осіб.
Кількість чоловіків та жінок, які перебувають у шлюбі, становить 952,7 тис. осіб.

## Обласна влада

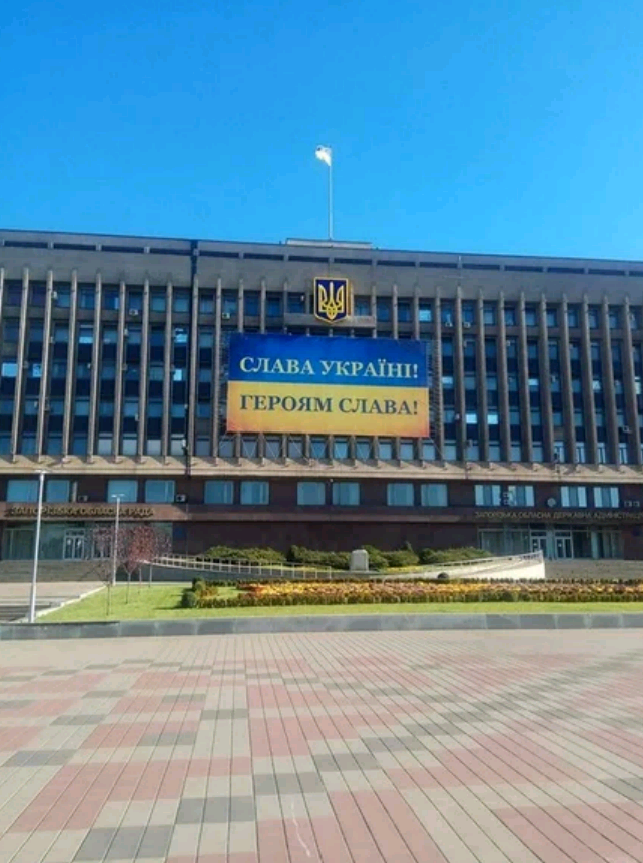
Запорізька обласна державна адміністрація

### Фракції Запорізької обласної ради
| № | Партія                             | Місць |
| - | ---------------------------------- | ----- |
| 1 | Слуга народу                       | 15    |
| 2 | Європейська Солідарність           | 10    |
| 3 | ВО «Батьківщина»                   | 7     |
| 4 | За майбутнє                        | 8     |
| 5 | Партія Володимира Буряка «Єднання» | 8     |

## Вибори

### 2014
На президентських виборах у 2014 році мешканці області проголосували наступним чином:
| № | Кандидат          | Результат |
| - | ----------------- | --------- |
| 1 | Петро Порошенко   | 38,15 %   |
| 2 | Сергій Тігіпко    | 13,74 %   |
| 3 | Юлія Тимошенко    | 9,73 %    |
| 4 | Вадим Рабінович   | 6,97 %    |
| 5 | Анатолій Гриценко | 6,22 %    |
| 6 | Михайло Добкін    | 5,98 %    |
| 7 | Олег Ляшко        | 4,91 %    |
| 8 | Петро Симоненко   | 4,15 %    |
| 9 | Ольга Богомолець  | 2,98 %    |
| - | Інші              | 4,42 %    |

## Економіка

### Валовий регіональний продукт
Основним показником, який характеризує рівень та ефективність економічного розвитку області, її реальний внесок у ВВП України, є Валовий внутрішній продукт (ВВП).
Обсяг валового регіонального продукту області за підсумками 2016 року становив у фактичних цінах 104323 млн ₴ (9 місце серед регіонів); у розрахунку на одну особу — 59729 ₴ (5 місце) Загальний внесок області у ВРП України склав 4,4 %.
Індекс фізичного обсягу валового регіонального продукту становив у цінах попереднього року склав 99,7 % (по Україні — 102,4 %).
Основною складовою ВРП є валова додана вартість (ВДВ), обсяг якої у 2016 році становив 82054 млн ₴ (9 місце серед регіонів); у розрахунку на одну особу  — 46979 ₴ (6 місце)
Загальний внесок області у ВДВ України склав 4,1 % (у 2015 році — 4,2 %).
Індекс фізичного обсягу валової доданої вартості у цінах попереднього року склав 99,8 % (по Україні — 102,8 %).
Основні види економічної діяльності, які формують  ВДВ області це: промисловість (у тому числі постачання електроенергії, газу, пари та кондиційованого повітря) — 41 %;  сільське господарство, лісове господарство та рибне господарство — 13,9 %; оптова та роздрібна торгівля — 10,4 %; операції з нерухомим майном — 6 %.

### Промисловість
Промисловий і будівельний бум мав місце на початку 1930-х років із введенням в експлуатацію Дніпровської гідроелектростанції. У регіоні був створений потужний металургійний комплекс, подальшого розвитку набуло машинобудування. Запоріжжя стало одним із найбільших промислових центрів України і Східної Європи.
Нині промисловість Запорізької області — потужний індустріальний комплекс. У структурі промислового виробництва регіону найбільшу питому вагу мають чорна металургія, електроенергетика, машинобудування та металообробка, кольорова металургія. У регіоні виробляється четверта частина усієї електроенергії країни, основним виробником якої є Запорізька АЕС. У структурі виробництва товарів народного споживання частка продовольчих товарів становить 56 %. Загалом у регіоні на самостійному балансі перебувають 357 промислових підприємств, функціонує 875 малих промислових підприємств.
Загальний обсяг реалізованої промислової продукції за 2017 рік склав 187,8 млрд ₴ або 8,7 % обсягу реалізації по Україні (3 місце серед регіонів).
Основу промисловості регіону складають металургійний, машинобудівний та енергетичний комплекси, де виробляється 38,6 % сталі, 18,9 % чавуну, 28,8 % прокату чорних металів, 70,5 % високовольтної апаратури, 28,4 % електроенергії в Україні.
Питома вага галузей у загальному обсязі реалізації промислової продукції області:
- постачання електроенергії, газу, пари та кондиційованого повітря — 22,8 % (по Україні — 19,4 %);
- металургія та оброблення металу — 37,8 % (18,2 %);
- машинобудування — 13,4 % (7,0 %);
- легка промисловість — 0,3 % (1,0 %);
- виробництво харчових продуктів, напоїв та тютюнових виробів — 11,0 % (20,9 %).

Серед ста найбільших промислових підприємств України в верхній частині списку стійко зберігають своє місце «Запоріжсталь», що є єдиним в Україні підприємством із виробництва тонколистового прокату з неіржавіючих і легованих сталей, високоекономічних гнутих профілів, консервної жерсті, тонколистового прокату з полімерним покриттям та ПАТ «Мотор Січ» — одне з провідних у світі підприємств із розробки, виробництва, ремонту та сервісного обслуговування авіаційних газотурбінних двигунів для літаків та вертольотів, а також промислових газотурбінних установок. Великими металургійними підприємствами є також «Дніпроспецсталь» та «Запорізький завод феросплавів».
В області машинобудування слід виокремити завод СП «АвтоЗАЗ» — виробника легкових автомобілів, та державне підприємство «Іскра» — науково-виробничий комплекс, що випускає оборонну продукцію. Запорізький абразивний комбінат — провідне підприємство країни з виробництва інструмента на основі синтетичного корунду. ПАТ «Запорожтрансформатор» спеціалізується на виробництві унікальних силових трансформаторів за індивідуальними замовленнями і є найбільшим серед всіх країн СНД.
Хімічну промисловість в області представляють 8 підприємств, найбільший із них — ПО «Кремнійполімер» — провідний український виробник каучуків і пластиків на основі кремнійполимеру.
За 2017 рік в області вироблено 44,7 млрд кВт·год електроенергії, що складає понад чверть всього виробництва по Україні. Обсяг постачання електроенергії, газу, пари та кондиційованого повітря збільшився проти 2016 року на 10,9 %.

### Сільське господарство
Запорізька область — один із найбільших виробників сільськогосподарської продукції та виробів харчової промисловості серед регіонів України.
Площа сільськогосподарських угідь області становить 2246,3 тис. га, або 5,4 % сільгоспугідь України.
Проведення аграрної реформи стало основою для розвитку сільського господарства. На основі приватної власності в області працює 331 товариство, 135 сільськогосподарських кооперативів, 162 приватних (приватно-орендних) підприємств, 2339 фермерських господарств. Площа сільськогосподарських угідь, які знаходяться в користуванні новостворених агроформувань всіх форм власності та господарювання, становить 1761,4 тис. га, Або 78 % від наявних в області. Розвивається інфраструктура аграрного ринку. Створено 21 агроторговий дім.
У структурі сільськогосподарського виробництва переважає продукція рослинництва.
Центральне місце в рослинництві в даний час і на перспективу займає зерновий підкомплекс, як основа для розвитку інших видів сільгоспвиробництва, насамперед, збільшення обсягів виробництва продукції тваринництва.
Основна технічна культура Запорізької області — соняшник. Частка регіону в загальному обсязі виробництва соняшнику в Україні в 2001 р. склала 12,8 %.
У всіх агрокліматичних зонах наявні сприятливі умови для вирощування овочів і баштанних культур.
Пріоритетним напрямком у розвитку тваринництва на найближчі три роки визначено такі галузі, як птахівництво і свинарство. Сільськогосподарські підприємства всіх форм власності збільшують поголів'я свиней і птахів.
В Запорізькій області працюють 546 підприємств харчової та переробної промисловості. З них 87 % — це підприємства, які відносяться до сфери «малого підприємства» і зорієнтовані на задоволення місцевих потреб у продуктах харчування (міні-пекарні, олійниці, крупорушки тощо). В області розташовано ряд підприємств, які за потужністю та обсягами випуску продукції, є провідними в Україні: Пологівський олійноекстракційний завод, Запорізький оліяжиркомбінат, Запорізький і Мелітопольський м'ясокомбінати. Такі підприємства, як Запорізький пиво-безалкогольний комбінат «Славутич» і Запорізький завод безалкогольних напоїв є яскравими прикладами вигідного інвестування в харчову галузь та аграрний комплекс регіону.
Сільська місцевість Запорізької області має достатньо розвинену соціально-побутову інфраструктуру, доказом чого можуть бути понад 110 лікарняних закладів та 730 закладів початкового і середнього рівня освіти, а також майже 900 бібліотек різної спрямованості.
Враховуючи вищезазначене, агропромисловий комплекс області можна оцінити як надзвичайно привабливий для вкладення інвестицій. Основними складовими інвестиційної привабливості АПК регіону є родючі землі, недорогі та кваліфіковані трудові ресурси, значні потужності переробної галузі, вигідне географічне положення для експорту продукції.

### Будівництво
У 2022 році, у місті Запоріжжя було розпочато спорудження мосту через Дніпро.

### Фінансові заклади
Запорізька область володіє досить розвиненою фінансово-кредитною інфраструктурою. В регіоні працює 53 банки і банківських установ, з яких 5 є регіональними самостійними банками. Такі регіональні банки, як «Індустріалбанк», «Металург» та «АвтоЗАЗбанк», відповідно до своїх загальних активів (понад 20 млн дол.) віднесені до групи «великих банків» України. Більшість банків регіону (такі, як «Індустріалбанк», «Металург», «Укрексімбанк», «Вабанк», «Муніципальний» тощо) мають кореспондентські відносини з провідними банками Європи та світу, що свідчить про довіру до фінансово-кредитної системи області з боку іноземних партнерів, а також гарантує подальший розвиток цієї сфери народного господарства.
Один зі світових лідерів фінансової діяльності — фінансова група «Райффайзенбанк» відкрила своє представництво в місті Запоріжжя.
Страхову діяльність в області здійснює 13 місцевих страхових компаній та 50 філій, представництв, відділів, із яких 20 — структурні підрозділи з інших регіонів України.
Додатково страхування експортних кредитів спирається на автоматичне перестрахування провідних німецьких, французьких та американських компаній, як-от концерн «Герлінг», групи «Скор», «Сент-Пол», «Ерк-Франкона». Сумарні страхові фонди партнерів Транснаціональної страхової групи «Індержстрах» становлять десятки мільярдів доларів.
Партнерські взаємовідносини провідних регіональних страхових компаній із найбільшими страховими та перестраховочними компаніями України та світу дозволяють приймати на страхування великі майнові й фінансові ризики підприємств регіону та інвесторів

### Транспорт та зв'язок
Основні залізничні вузли — Запоріжжя, Мелітополь, Пологи, Федорівка. Розвинений автомобільний транспорт.
Мережа шосейних доріг довжиною 6683 км зв'язує всі населені пункти області. Територію регіону проходить ряд стратегічних трас, як-от М14E58 (Одеса — Мелітополь — Маріуполь — Новоазовськ), М18E105 (Харків — Сімферополь — Севастополь), Н08 (Бориспіль — Кременчук — Дніпро — Запоріжжя — Маріуполь).
Велике значення має морський транспорт (головний порт області — Бердянськ). Здійснюються вантажно-пасажирські перевезення по Дніпру та Каховському водосховищу. Повітряні лінії зв'язують Запоріжжя з багатьма великими містами України. Аеропорт має статус міжнародного і займає одне з провідних місць в Україні за інтенсивністю потоку пасажирів. Аеропорт м. Бердянська також має статус міжнародного та є складовою частиною розвинутої транспортної інфраструктури регіону (на теперішній час не функціонує).
В області розвинуті всі види зв'язку. Регіон має розгалужену телефонну мережу. Активно розвиваються системи мобільного та пейджингового зв'язку, впроваджено цифрові телефонні станції. Глобальна мережа інтернет у режимі он-лайн використовується у всіх галузях господарського життя. Є декілька потужних серверів електронної пошти.
Запорізька область посідає перше місце серед регіонів України за показниками телефонізації на душу населення.

## Злочинність
Рівень злочинності станом на 2018 рік на 10 тис. населення складає 146,2 злочинів.
Рівень злочинності станом на 2022 рік у місті Запоріжжя знизився у два рази. Через тимчасову окупацію території Запорізької області, МВС не змогли добути та оприлюднити данні про рівень злочинності в зоні окупації. Але, є 1798+ підтверджених військових злочинів з боку ЗС РФ.

## Соціально-гуманітарна сфера

### Освіта
В області діє 672 загальноосвітні навчальні заклади. Дошкільних закладів 630, у яких виховується понад 40 тис. дітей. Діє 42 професійно-технічні навчальні заклади та 35 державних вищих навчальних закладів, в яких навчається понад 75 тис. студентів, у тому числі з різних країн світу.
Вищі навчальні заклади (такі, як Національний університет «Запорізька політехніка», Запорізький національний університет, Запорізька державна інженерна академія та інші) готують висококваліфікованих спеціалістів із сучасною підготовкою для промисловості, освіти, медицини, культури регіону тощо. Підготовку спеціалістів для агропромислового комплексу в області здійснює 7 навчальних закладів, із них — один вищий III—IV рівня акредитації (Таврійський державний агротехнологічний університет) та 6 закладів І—II рівня акредитації.

### Наука
З першої половини 1990-х років в області діє Запорізьке наукове товариство імені Якова Новицького.

### Культура
Діяльність установ культури спрямовується на розвиток української культури та культури всіх національних груп, що проживають на території області. 533 масові бібліотеки. Книжковий фонд — 9,7 млн примірників. Визнаний лідер бібліотечної справи — Обласна універсальна наукова бібліотека, її бібліотечний фонд становить 1,5 млн примірників, із них 10 тис. рідкісних видань. 19 музеїв, цирк, 5 театрів (у тому числі 3 обласних, 2 муніципальних), філармонія, симфонічний оркестр, який вважається одним із найкращих в Україні, 74 дитячих школи естетичного виховання.
Окрім державних установ культури, в області існують багато самодіяльних колективів, громадських творчих організацій, організацій національних меншин.

### Релігія
24 грудня 1994 року на засіданні Священного Синоду УПЦ МП вирішено освятити Мелітопольський чоловічий монастир Святого Савви Освяченого. Це перший монастир, заснований на території Запорізької та Мелітопольської епархії. При монастирі працює центр реабілітації алкоголіків і наркоманів.

### Туризм
Найцікавіші об'єкти туризму:

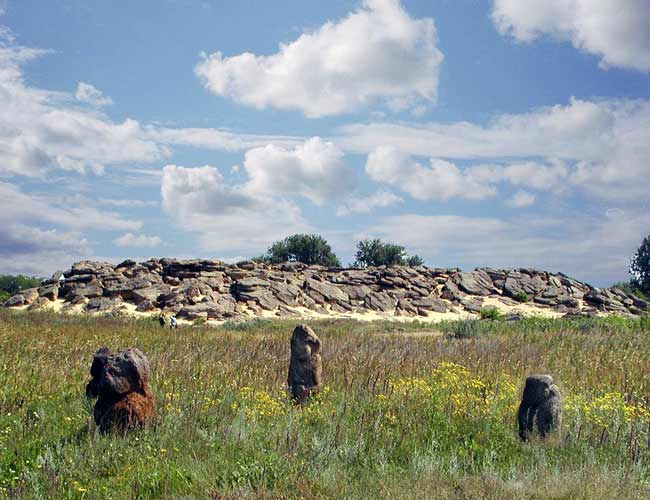
Кам'яна могила

- Національний заповідник «Хортиця»;
- Антропоморфні стели III—II тис. до н. е.;
- Кам'яні баби XI—VIII ст. до н. е.;
- Козацька фортеця на острові Хортиця, реконструкція XV—XVIII ст.;
- Святомиколаївський кафедральний собор 1836 р.;
- Земська управа 1912 року — нині Запорізький краєзнавчий музей;
- Запорозький 700-річний дуб;
- Музей історії запорозького козацтва;
- Давні кургани;
- Захарівська фортеця 1770 р.;
- Собор св. О. Невського XVII ст.;
- Історико-археологічний заповідник «Кам'яна Могила»;
- Краєзнавчі музеї;
- Запорізький обласний художній музей;
- Музей народної творчості та етнографії;
- Дніпровська ГЕС — гребля гідроелектростанції, побудованої впродовж 1927—1932 років.

### Спорт
В області працюють школа вищої спортивної майстерності, 16 спеціалізованих дитячо-юнацьких шкіл олімпійського резерву, 45 дитячо-юнацьких спортивних шкіл, 63 дитячо-юнацьких підліткових клубів за місцем проживання, 10 дитячо-юнацьких клубів фізичної підготовки.

## Засоби масової інформації

### Друковані
Станом на 1 лютого 2006 року у Запорізькій області було зареєстровано 602 друкованих видань, із яких постійно видається 185 загальним тиражем близько 1 млн. 500 тисяч примірників. Серед них:
- 25 обласних, міськрайонних та районних газет комунальної власності (загальний тираж 114393 примірників);
- 38 загальнополітичних видань суб'єктів господарювання, громадських та інших організацій (загальний тираж 490244 примірників);
- 9 загальнополітичних видань партій і рухів (загальний тираж 31840 примірників);
- 20 видань виробничо-практичного характеру та з питань бізнесу (загальний тираж понад 50 тисяч примірників);
- 11 видань навчальних закладів (загальний тираж 19000 примірників);
- 6 журналів та альманахів (загальний тираж 20100 примірників);
- 6 дитячих видань (загальний тираж 28775 примірників);
- 32 рекламних, рекламно-інформаційних видань (загальний тираж 491000 примірників);
- 3 видання релігійного спрямування (загальний тираж 25000 примірників).

Окрім цього видаються розважальні, спеціалізовані та галузеві видання загальним накладом понад 30 тисяч примірників.
Із загальної кількості друкованих засобів масової інформації регіону українською мовою видається 17, двома мовами (державною, російською та мовами інших національних меншин) — 151, решта — невинятково російськомовні.

### Телелеканали

#### Регіональні
- Суспільне Запоріжжя
- МТМ
- ТРК «Алекс»

#### Місцеві
- ТРК «Мелітополь» (м. Мелітополь)
- «ТБ-Бердянськ» (м. Бердянськ)

### Радіостанції
В містах Бердянськ та Мелітополь мовлення припинено через окупацію
- Запоріжжя FM
- Українське радіо. Запоріжжя
- «Радіо-три» (веде мовлення в проводовому режимі в межах всієї області протягом 6 годин на добу)
- «Азовська хвиля» (Бердянськ)